# Starogard Gdański
Starogard Gdańskiⓘ (em alemão: Preußisch Stargard até 1950, Starogard) é um município localizado no norte da Polônia. Pertence à voivodia da Pomerânia, no condado de Starogard. Está situada às margens do rio Wierzyca, na região do lago Starogard, pertence à região de Kociewie, na Vístula-Pomerânia, e é também uma das cidades mais antigas da Pomerânia.
Estende-se por uma área de 25,3 km², com 45 184 habitantes, segundo o censo de 31 de dezembro de 2024, e era a sétima cidade mais populosa da voivodia da Pomerânia e a 91.ª da Polônia.

## Localização
Em 31 de dezembro de 2024, a cidade tinha uma área de 25,3 km². A cidade é responsável por 1,88% da área do condado.
Segundo dados de 2002, Starogard Gdański possui:
- Terras agrícolas — 56%
- Terras florestais — 9%

A cidade está localizada na parte sul da voivodia da Pomerânia, na parte norte do condado de Starogard. A comuna de Starogard Gdański faz fronteira com a comuna de Skarszewy ao norte, com a comuna de Zblewo a oeste, com as comunas de Lubichowo e Bobowo ao sul e com o condado de Tczew a leste.
Entre 1945 e 1998 (também entre 1975 e 1998), a cidade pertenceu administrativamente à voivodia de Gdańsk.

## História

### Contexto histórico

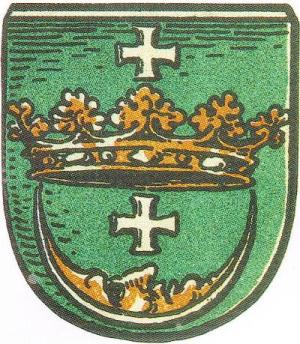
Brasão da cidade interpretado por Otto Hupp

Conforme as pesquisas arqueológicas, um castro se desenvolveu aqui a partir de um assentamento neolítico de cerca de 4 mil a 5 mil anos atrás, mas a primeira menção (Starigrod) apareceu em 1198, em um documento do duque da Pomerânia, Grzymisław, oferecendo o castro aos cavaleiros monásticos de São João. Em 1339, os Cavaleiros Teutônicos concederam a Starogard um brasão de armas, enquanto a lei municipal de Chełmno foi concedida em 1348. Starogard resistiu à opressão dos Cavaleiros Teutônicos, por exemplo, ao se unir à Confederação Prussiana em 1440 e, em 1454, ao reconhecer a autoridade do rei da Polônia. O retorno de Starogard e da Pomerânia de Gdansk à Polônia foi reconhecido pelos Cavaleiros Teutônicos em 1466.
Em 1484, um grande incêndio destruiu metade da cidade. Durante o Dilúvio Sueco, a cidade foi ocupada pelos suecos.
Em 1772, foi ocupada pelo Reino da Prússia como resultado da Primeira Partição da Polônia e, em 1792, houve outro grande incêndio. Em 1807, a cidade foi brevemente ocupada pelo exército do general Jan Henryk Dąbrowski. Em 1846 (dois anos antes da Primavera das Nações), Florian Ceynowa liderou um ataque de camponeses à guarnição do exército prussiano em Starogard. Em 1862, foi criada uma brigada de incêndio em Starogard, uma das primeiras em solo polonês. A cidade retornou à Polônia em 29 de janeiro de 1920 — houve uma marcha do exército do general Józef Haller assumindo o controle da cidade em nome da República da Polônia.
Durante quase toda a Segunda Guerra Mundial, Starogard foi ocupada pelos alemães, que realizaram execuções em massa na Floresta Szpęgawski, nas proximidades, matando cerca de 7 mil pessoas, incluindo pacientes do hospital para doentes mentais em Kocborow.
Em 6 de março de 1945, a cidade foi ocupada por unidades do 116.º Corpo de Exército do 2.º Exército de Assalto da Segunda Frente Bielorrussa. Vinte e seis soldados soviéticos foram mortos nos combates. Para homenageá-los, um Monumento de Gratidão foi erguido no que era então a Praça 1 de Maio.
Em 1950, “Gdański” foi acrescentado ao nome Starogard para distingui-la de Stargard, na Pomerânia Ocidental. Em agosto de 1980, eclodiram protestos na cidade e formado o Comitê de Greve Interempresarial.

### História recente

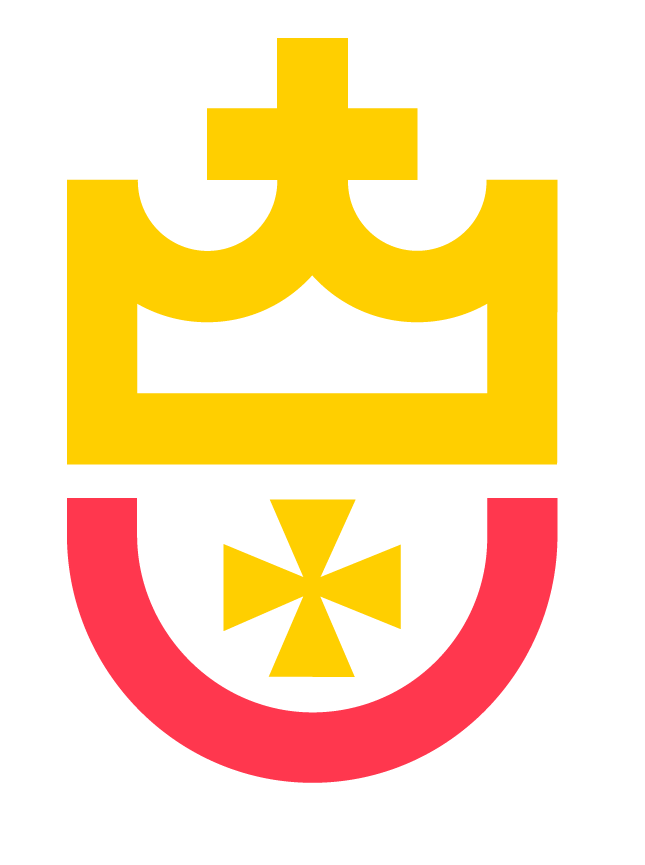
Logotipo de Starogard Gdański

O órgão executivo do governo local tem sido o presidente da cidade desde 1987, apesar de não haver o número exigido anteriormente de 50 mil habitantes. Em 1990, quando o critério exigido foi aumentado para 100 mil habitantes, o título de presidente de Starogard foi mantido.
Nas eleições democráticas realizadas em 27 de maio de 1990, Paweł Głuch foi eleito presidente de Starogard Gdański. Ele ocupou seu cargo até 1998. Em seguida, Stanisław Karbowski foi eleito presidente de Starogard. Assim como seu antecessor, ele cumpriu dois mandatos no cargo. Em 2006, Edmund Stachowicz (também por dois mandatos) tornou-se o presidente da cidade. Em 2014, Janusz Stankowiak tornou-se presidente e venceu a eleição novamente em 2018. Ele então alcançou um resultado histórico de 72,02% dos votos no primeiro turno.
O órgão legislativo do governo municipal é o Conselho Municipal de Starogard Gdański, composto por 21 conselheiros.
Graças à Iniciativa Local e ao Orçamento Cívico, o Parque Nowe Oblicze, que inclui um parque de skate, foi inaugurado em 5 de agosto de 2017.
Na capital de Kociewie, a praça principal foi reformada. Como parte do projeto “Starogardzki Rynek od nowa — protegendo o patrimônio cultural e elevando a qualidade do espaço público histórico em Starogard Gdański”, toda a infraestrutura subterrânea e a superfície foram substituídas. Surgiram uma fonte iluminada e salões na cidade. Dois dos quatro poços medievais foram reconstruídos como uma atração turística. O trabalho começou em junho de 2017 e concluído em setembro de 2018.
Entre 2014 e 2018, a cidade comprou 11 ônibus modernos e ecológicos, e a avenida Wojska Polskiego e a estação ferroviária foram reconstruídas.
O Parque da Cidade também foi modernizado.

## Eventos cíclicos
- Grande Feira de Kociewie e Dias de Starogard
- Rally de Veteranos de Estrada. História sobre rodas
- Torneio de dança de salão de toda a Polônia. Memorial de Edward Kowalke
- Noite dos Bardos

## Cultura
- Centro Cultural de Starogard, que prepara mais de 250 eventos por ano.
- Biblioteca Pública Municipal.
- Clube de discussão de filmes.
- Casas de cultura do bairro.
- Cinema de verão no Parque Nowe Oblicze.
- Universidade da Terceira Idade “S-Centrum”.
- Clubes de idosos do bairro, inaugurado em 2018 Centro de cuidados diários “Sênior+”.[10]

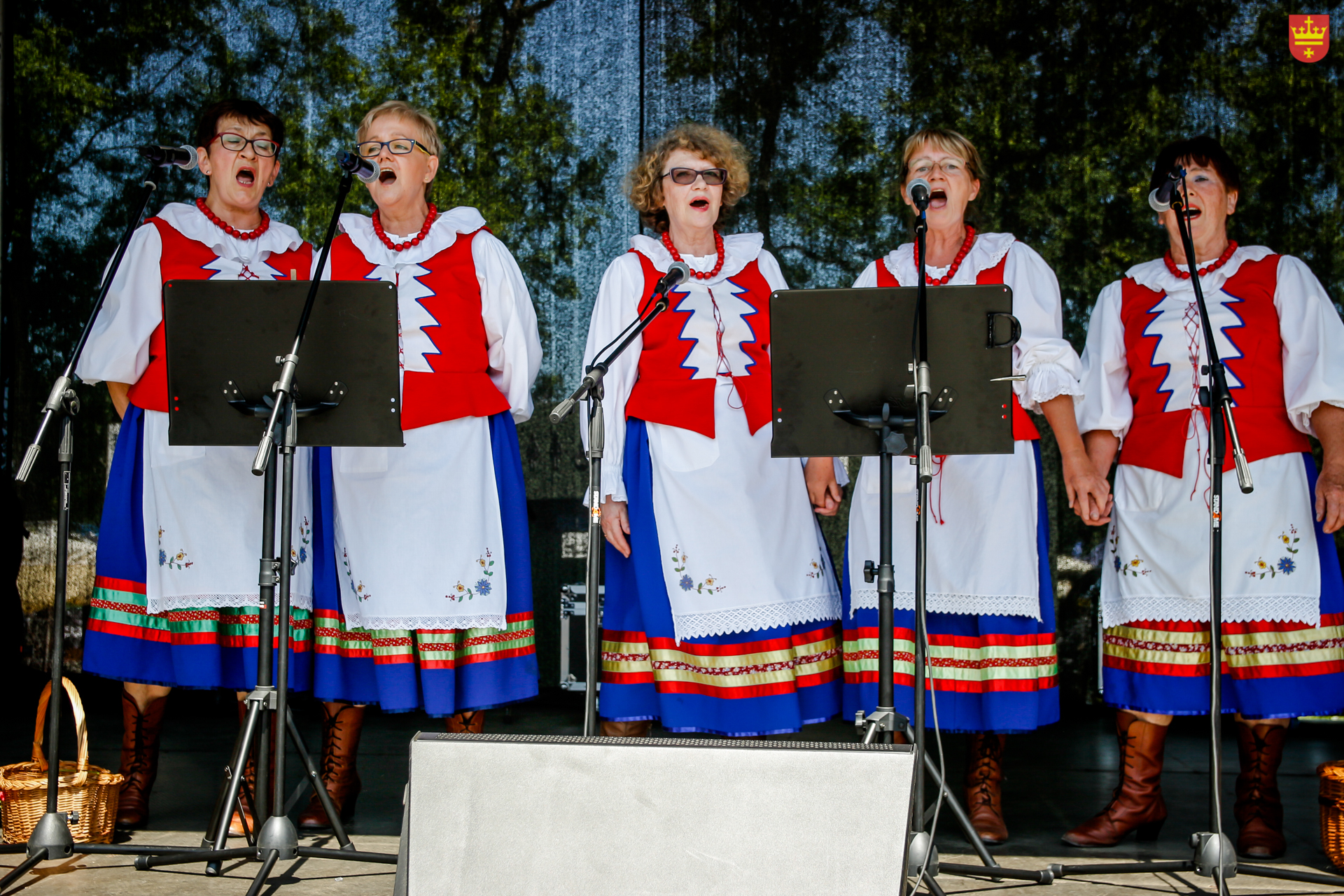
Apresentação da banda Kociew durante os Dias de Starogard
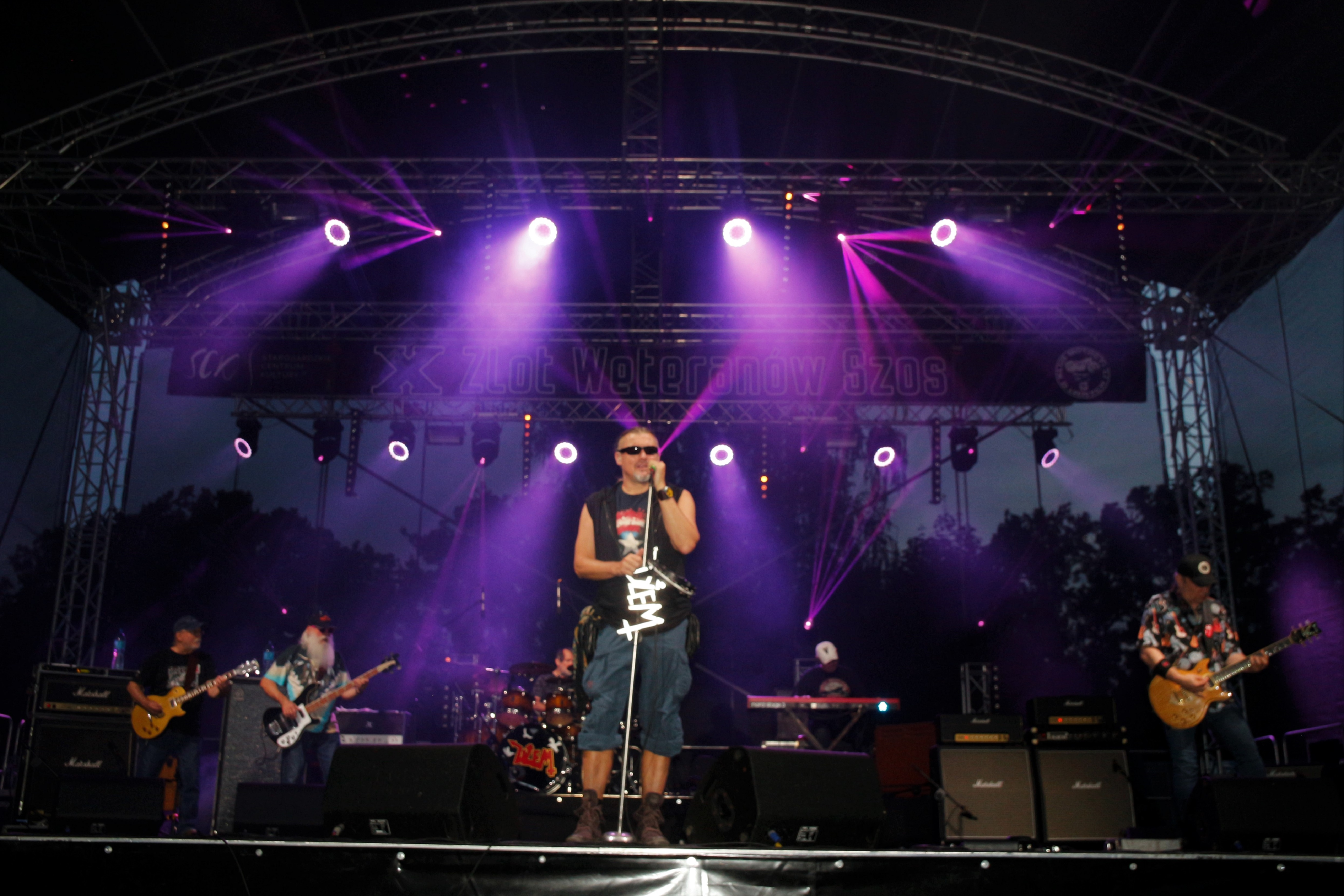
Apresentação da banda Dżem
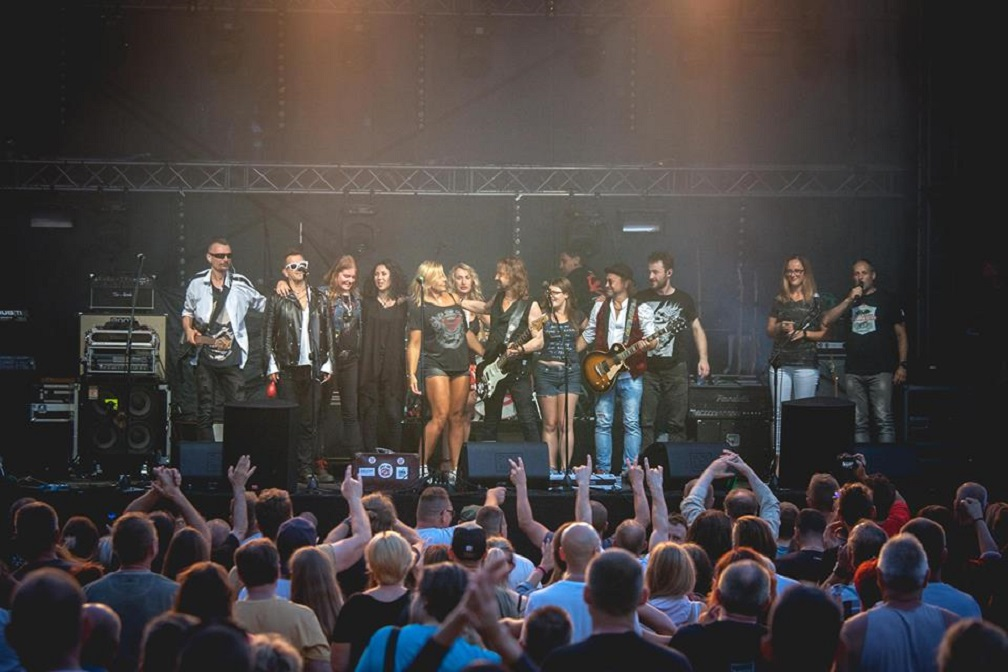
Inauguração da pista de skate
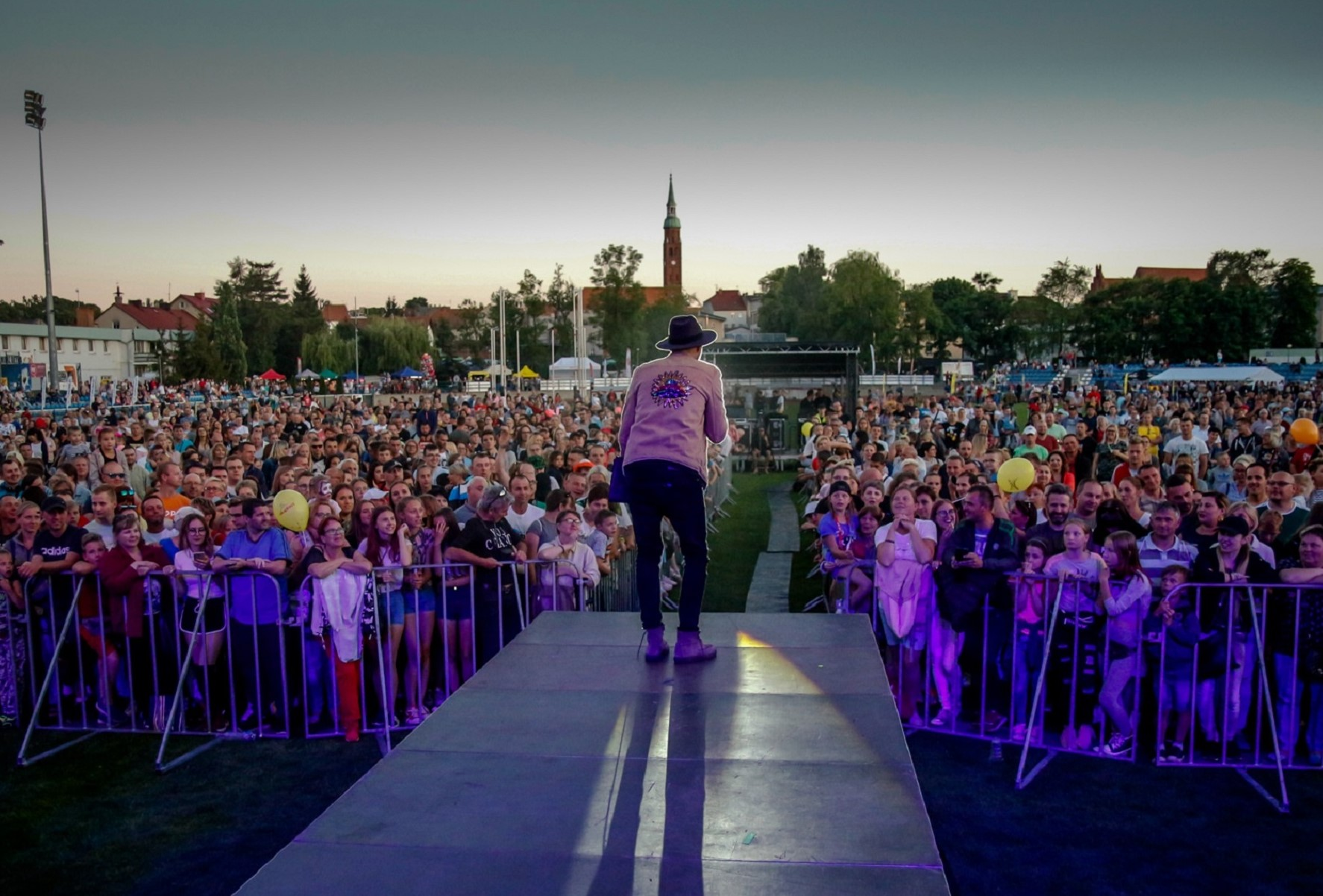
Dias de Starogard Gdański
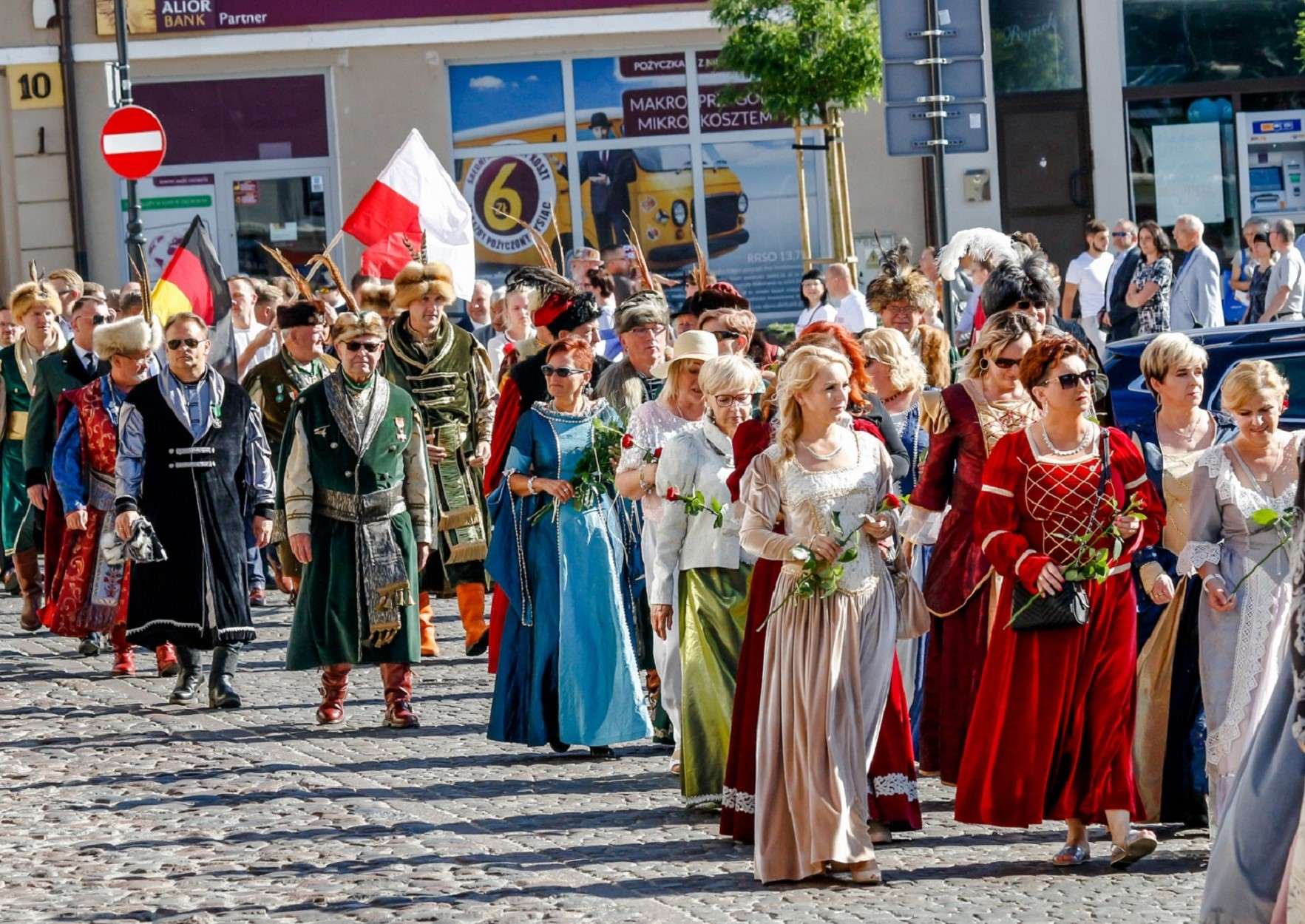
Desfile durante os Dias de Starogard

## Monumentos históricos

### Muralhas e torres
As muralhas da fortaleza datam do século XIV. A construção foi iniciada em 1309–1310 por Theodotus de Florença, a pedido do Grão-mestre teutônico, que queria transformar a vila de Starogard em uma cidade-fortaleza. A muralha defensiva externa foi construída por volta de 1313 a 1320 e cercava uma área de 8,4 hectares. A muralha foi fundada em uma base de pedra, com baluartes nos cantos e um fosso. Em seguida, iniciou-se a construção de portões com torres, concluída entre 1338 e 1340.
A maioria das muralhas defensivas foi demolida durante a era prussiana. As partes mais bem preservadas estão nos lados norte e oeste. Elas atingem uma altura de até 5 m, com uma largura de quase 2 m.
- Torre de Gdańsk (Sapateiro) — quadrilátero, de tijolos, mais bem preservada, construída por volta de 1325. Fica sobre o canal do rio Wierzyca — anteriormente um fosso. Era usada para defesa e guardava a segurança da entrada da cidade através do Portão de Gdańsk. O portão era defendido pela guilda dos sapateiros, daí seu segundo nome — “Sapateiro”.[13] No século XVIII, a torre serviu como capela, no século XIX, como prisão prussiana, antes da Segunda Guerra Mundial era uma prisão policial e, durante a guerra, uma prisão da Gestapo.[13] A torre foi reconstruída várias vezes, incluindo o estreitamento da parte inferior em 1893 para alargar a rua.[14] Atualmente, ela abriga parte da exposição do Museu da Terra de Kociew.
- Torre de Tczew (Moinho) — é uma reconstrução de antigas fortificações. As fundações de pedra datam do primeiro quarto do século XIV e, graças a um proprietário particular, a estrutura em enxaimel de seu andar superior e a cobertura do telhado foram restauradas em 1986.[11]
- Torre de Canto (Ducal) — provavelmente a mais antiga, suas fundações podem lembrar uma torre de vigia anterior dos duques de Gdańsk-Pomerânia ou um castelo ainda mais antigo, explicando seu nome histórico.[11] Ela está localizada no canto noroeste das muralhas. Foi reconstruída com base no modelo de uma provável torre do século XVII, mas, devido à falta de fontes, é incerto se a reconstrução é consistente com a aparência histórica do edifício.[15] Atualmente, ele abriga parte da exposição do Museu da Terra de Kociew.
- Torre de água

Muralhas e torres de defesa em Starogard Gdański
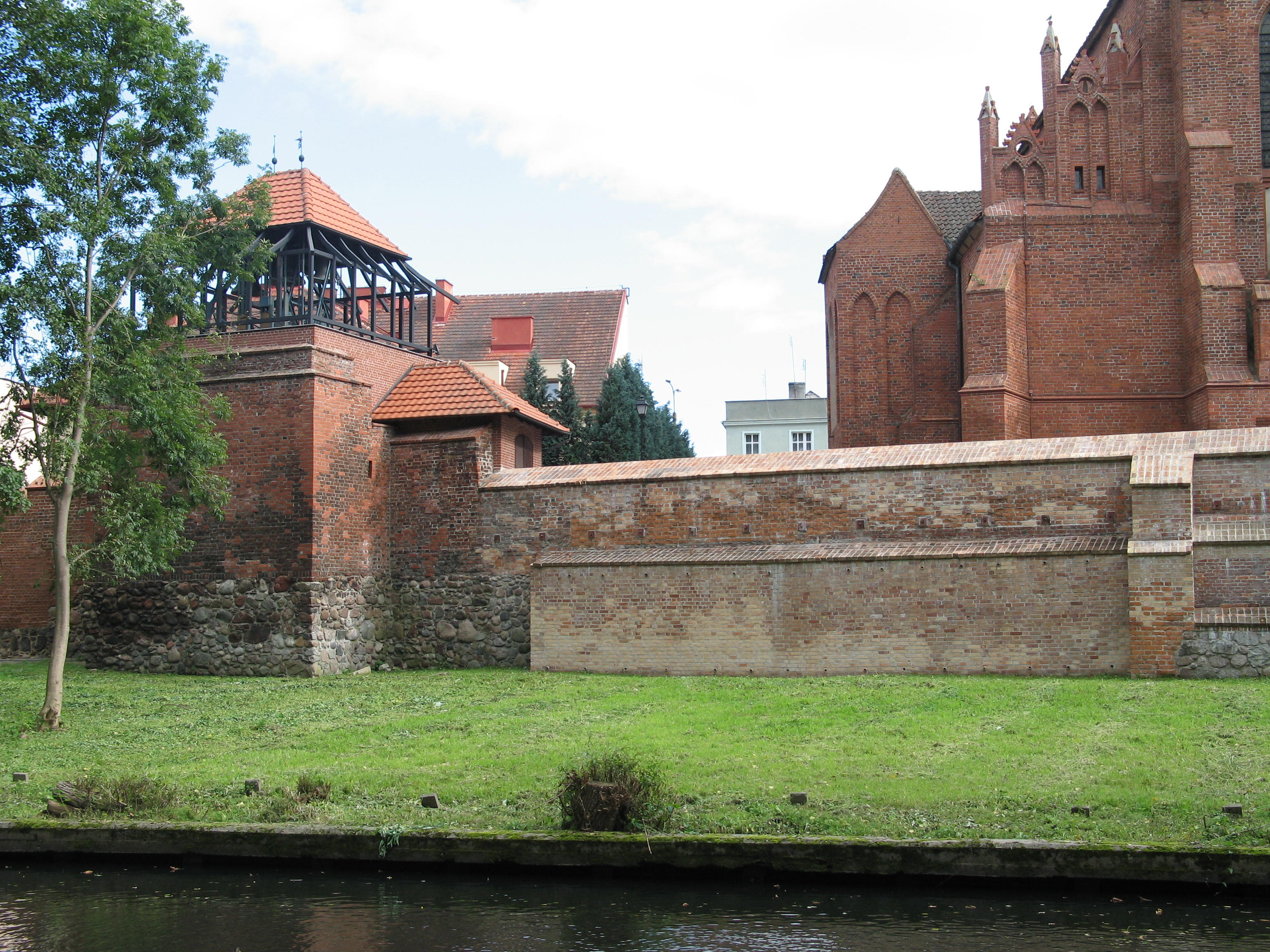
Muralhas
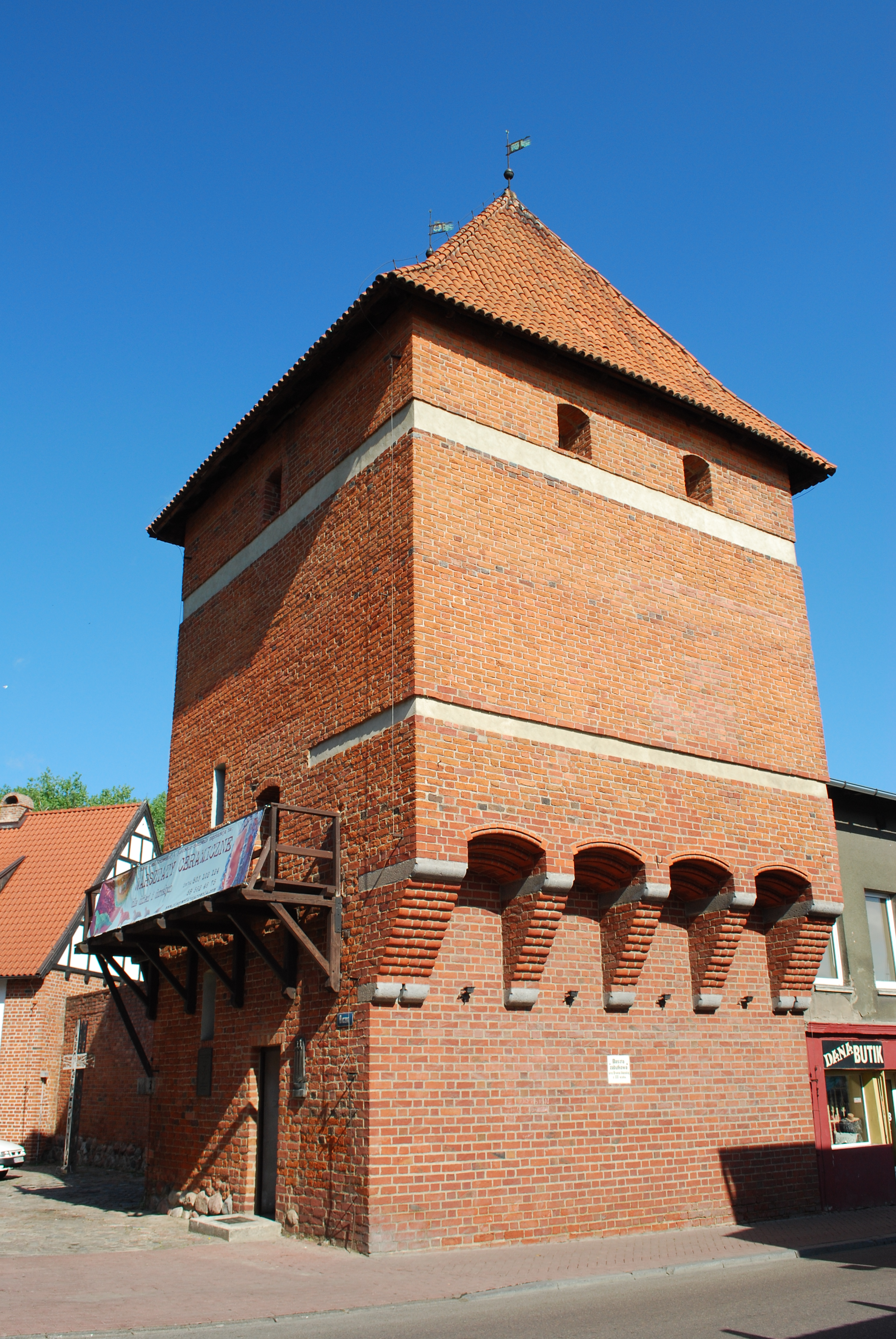
Torre de Gdańsk (Sapateiro) — abriga parte da exposição do museu
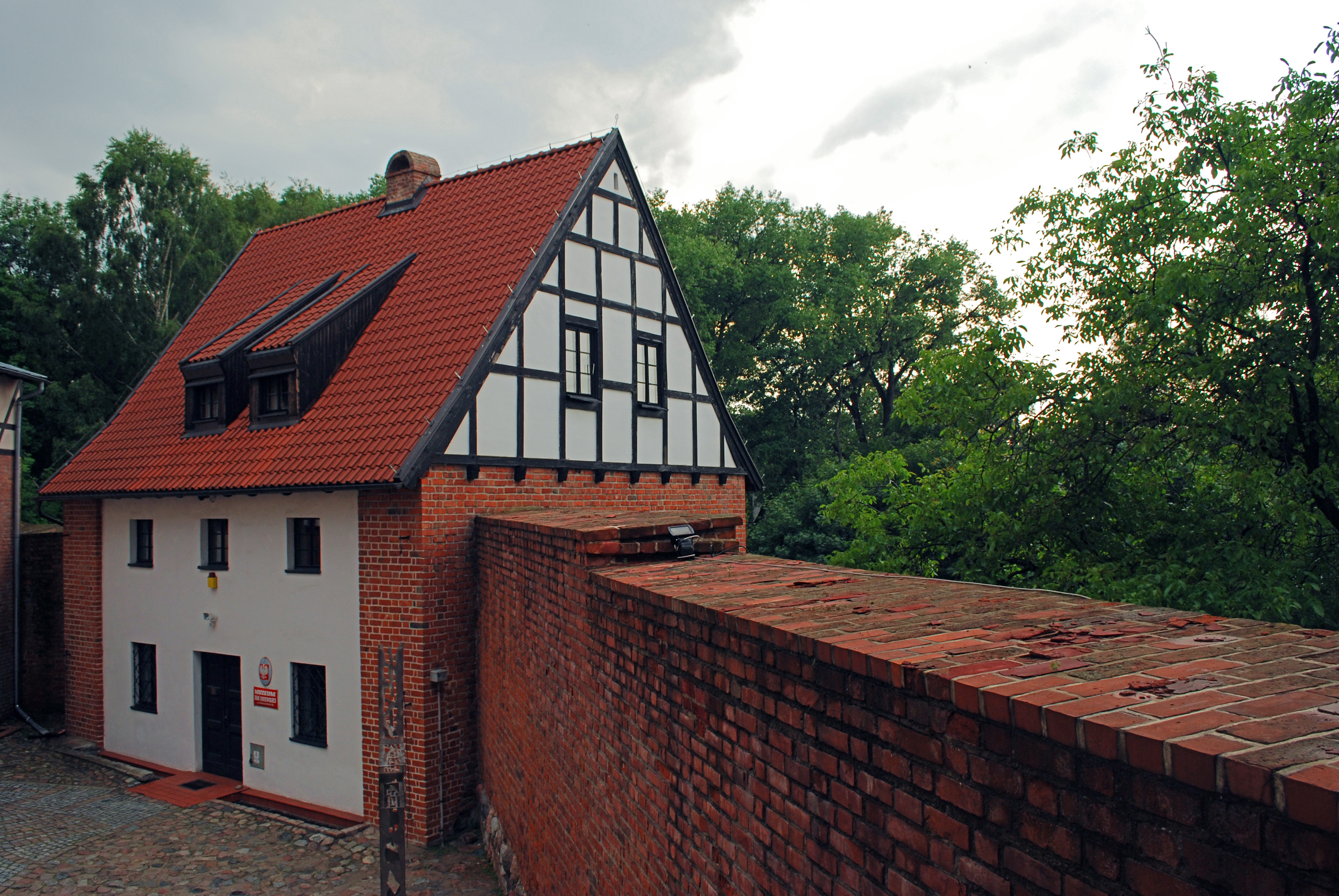
Torre de Canto (Ducal), agora “Museu da Terra de Kociew”
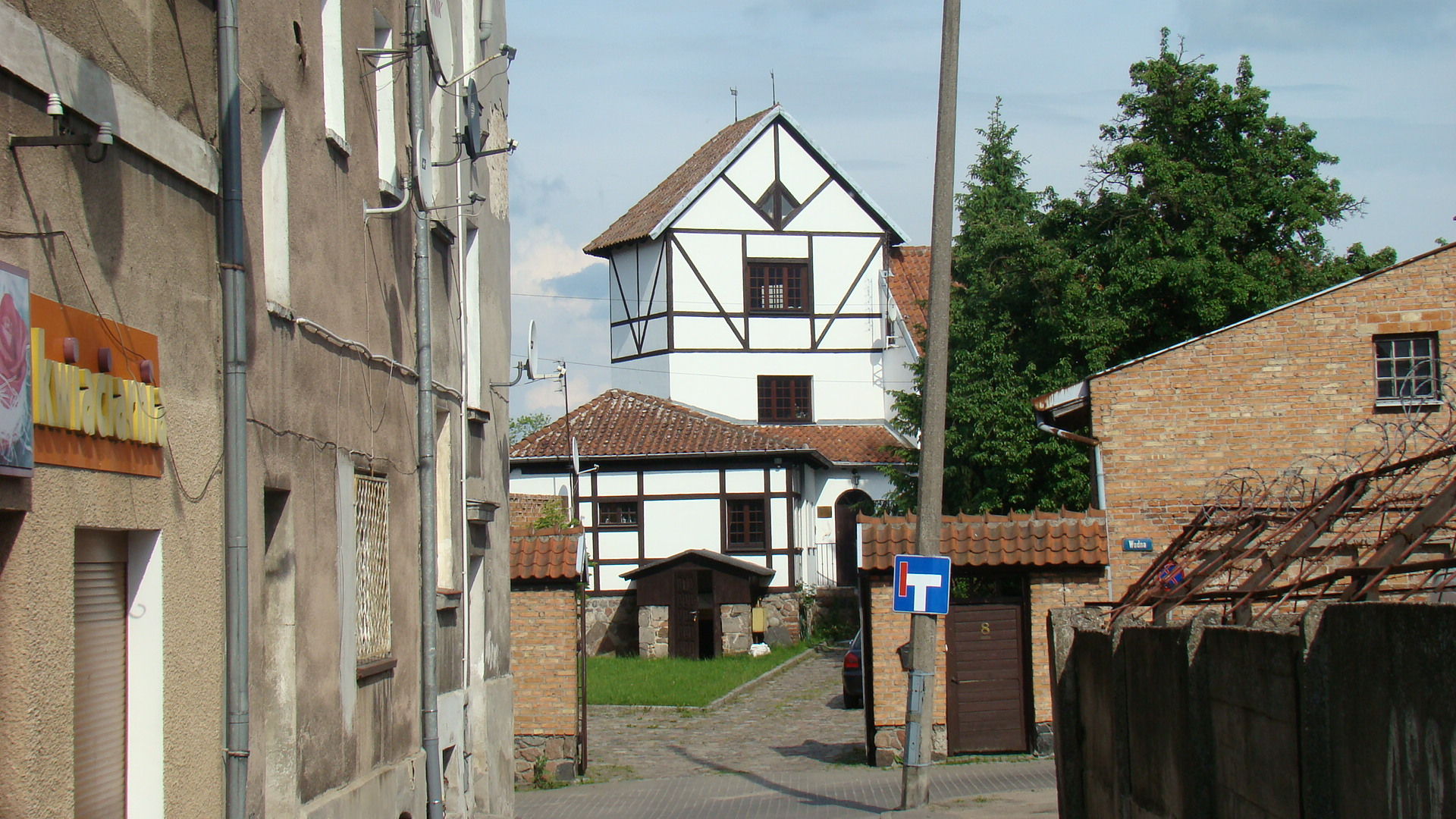
Torre de Tczew (Moinho)

### Templos

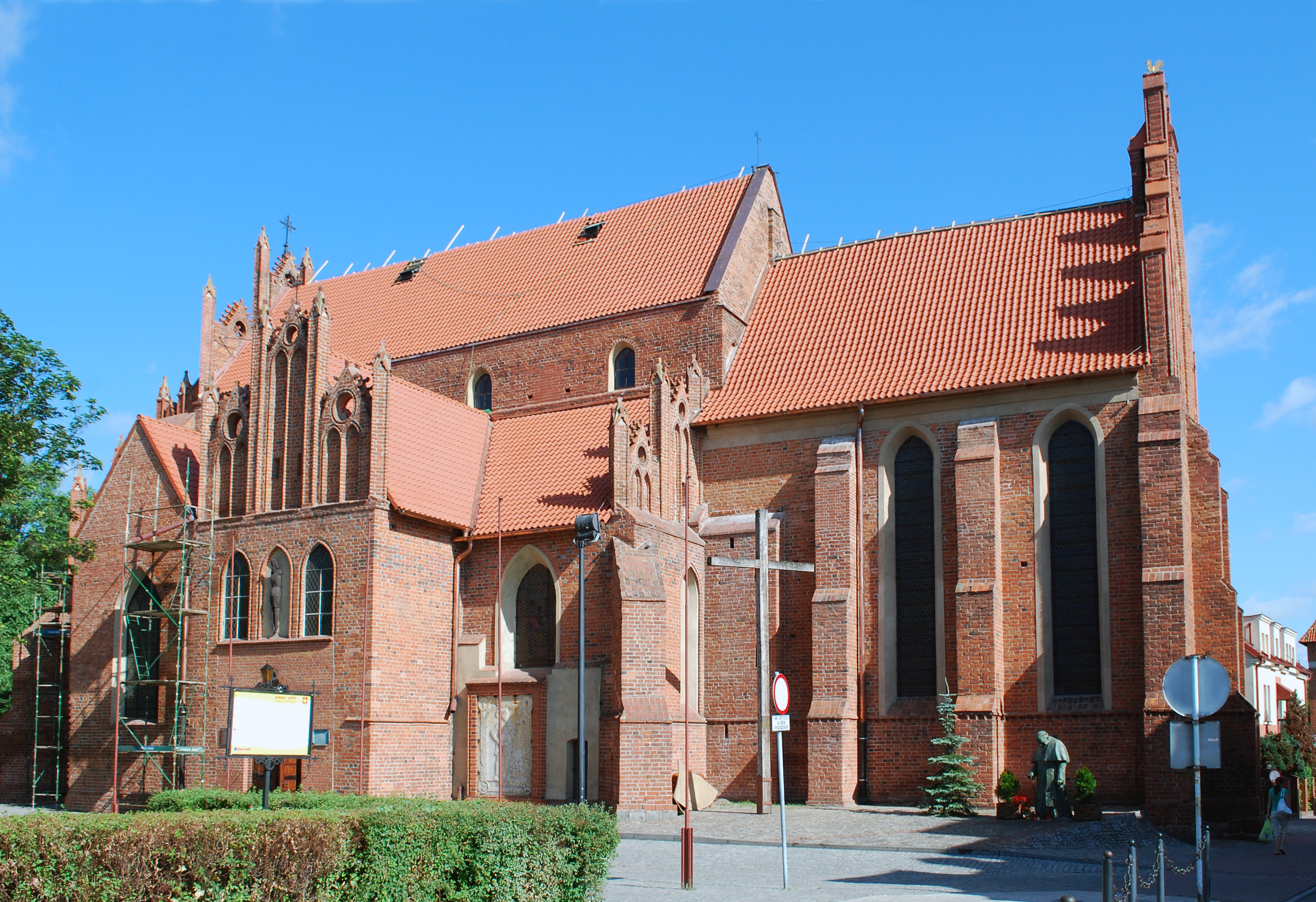
Igreja de São Mateus

- Igreja gótica da paróquia de São Mateus, do século XIV — a igreja mais antiga que sobreviveu nesta cidade, com um layout de basílica. Em seu interior, há um afresco do “Juízo Final” do século XV, descoberto em 1957.
- No canto nordeste da praça principal de Starogard está a igreja de Santa Catarina, com decoração interior autêntica parcialmente preservada. Essa igreja de três naves foi construída em 1802 sobre as fundações de uma igreja medieval, usada desde 1577 pelos luteranos. Reconstruída em 1873, a torre da Igreja de Santa Catarina é o edifício mais alto da parte antiga da cidade.
- Igreja de Santo Adalberto, de 1936 a 1939, foi construída entre 1934 e 1939 de acordo com um projeto de Kazimierz Ulatowski. A iniciativa de construir esse templo partiu do padre Henryk Szuman,[16] um distinto sacerdote e abnegado trabalhador da caridade.
- Sinagoga neogótica de meados do século XIX: o edifício tem características da arquitetura neogótica, no local de uma antiga mansão teutônica (demolida na Guerra da Suécia). Foi construída em 1849 como uma casa de oração para a comunidade judaica local e serviu para fins de culto até o outono de 1939.

### Outros

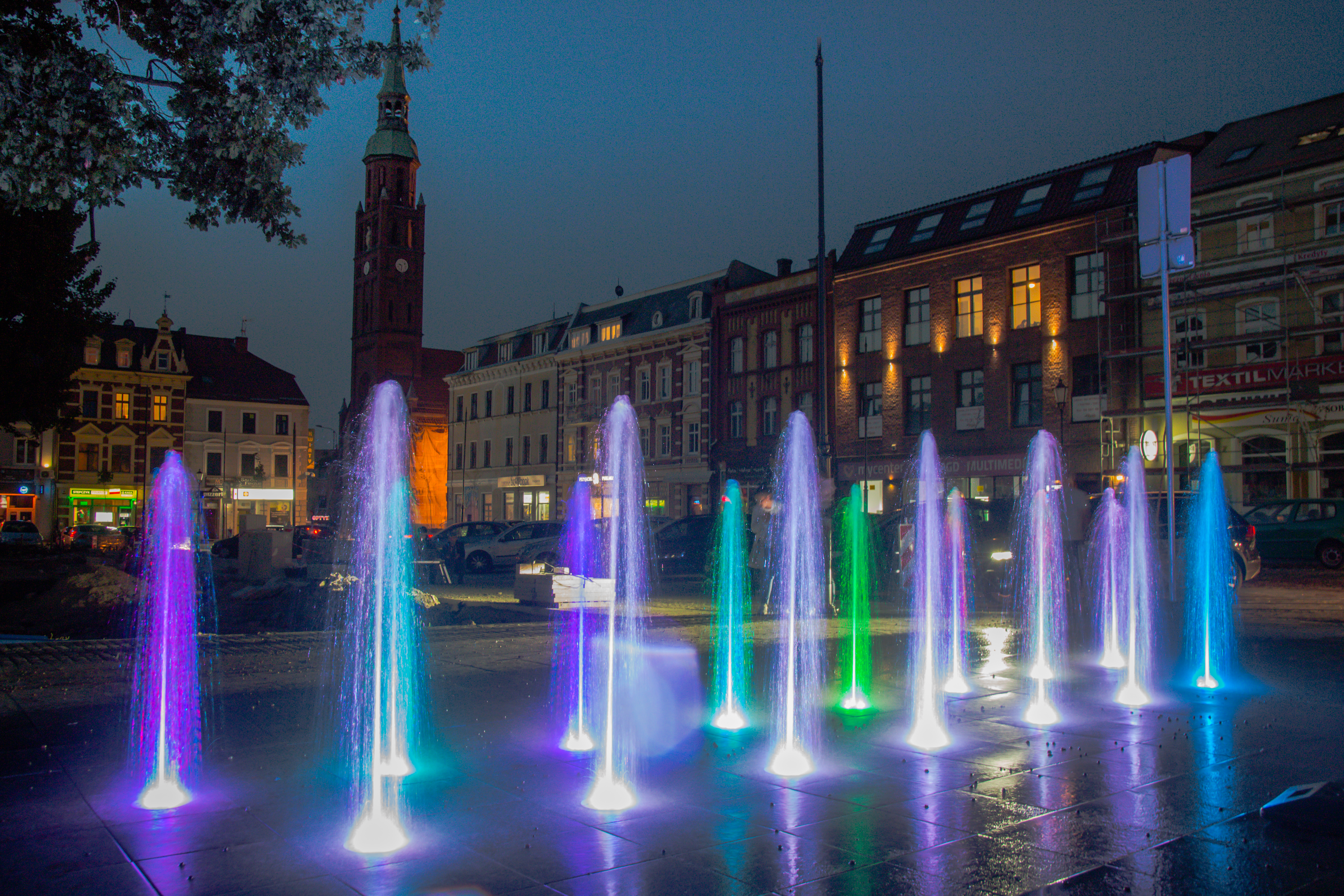
Fontes na praça principal

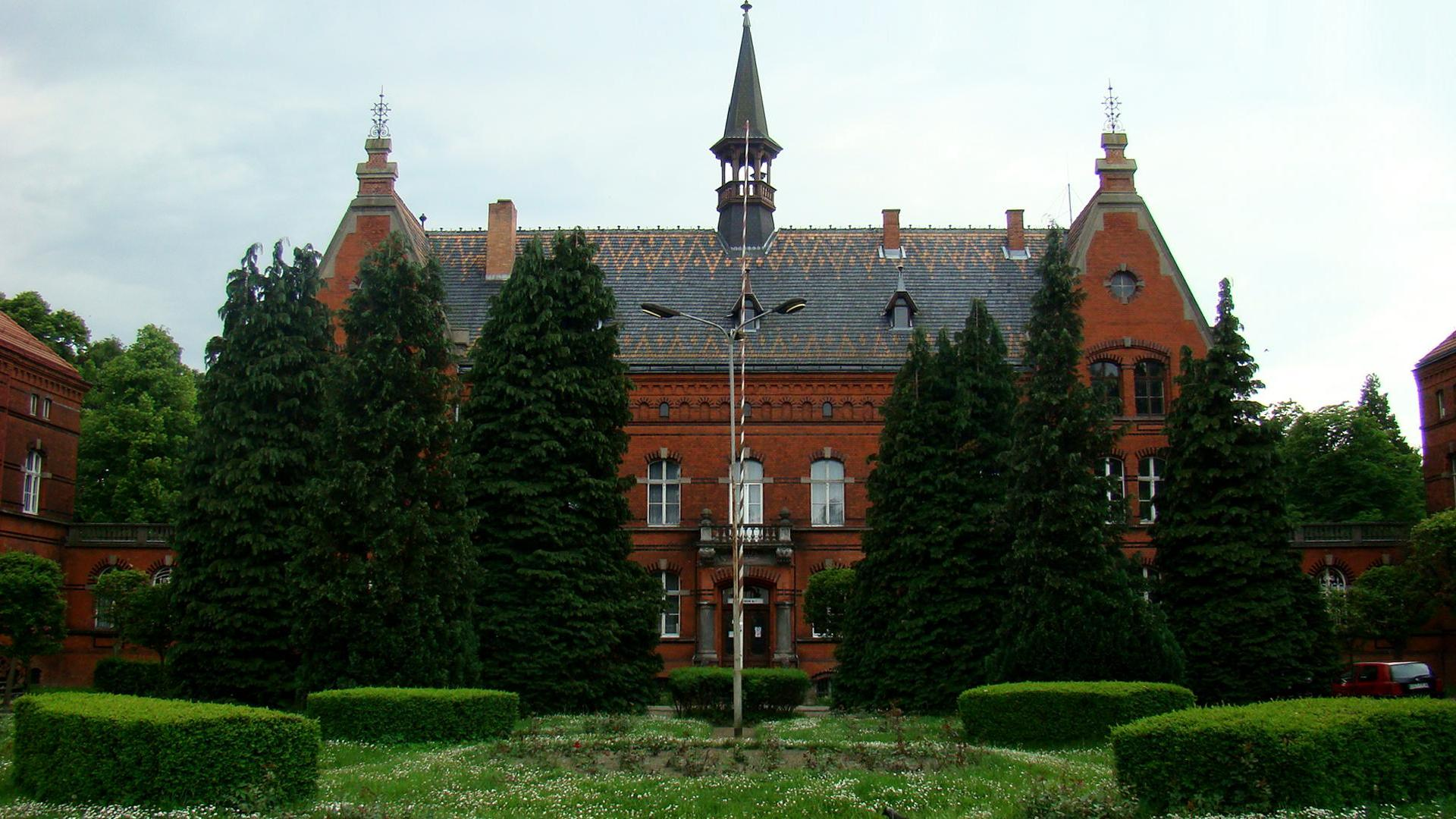
Hospital para doentes neurológicos e mentais

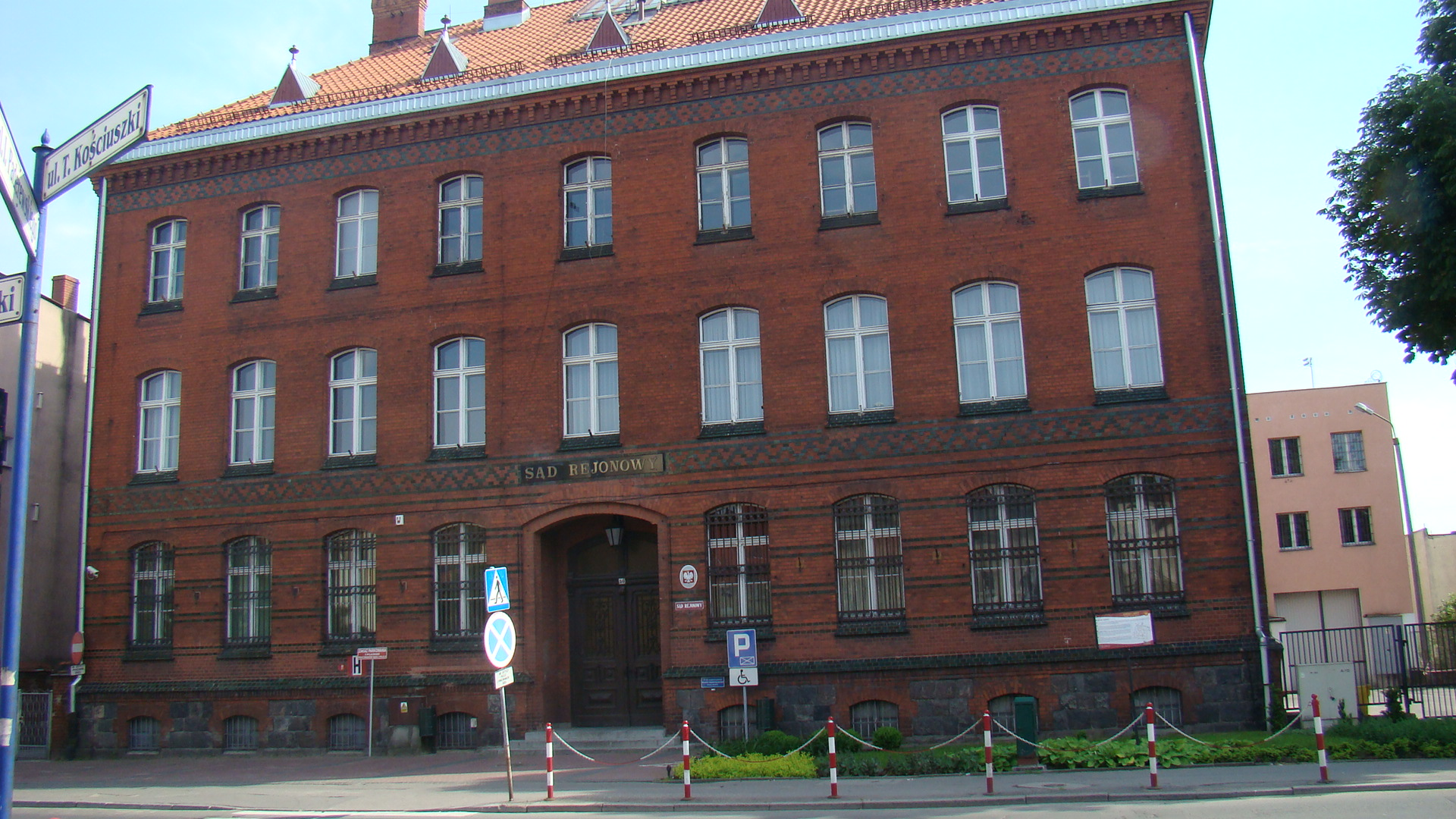
Prédio do Tribunal Distrital

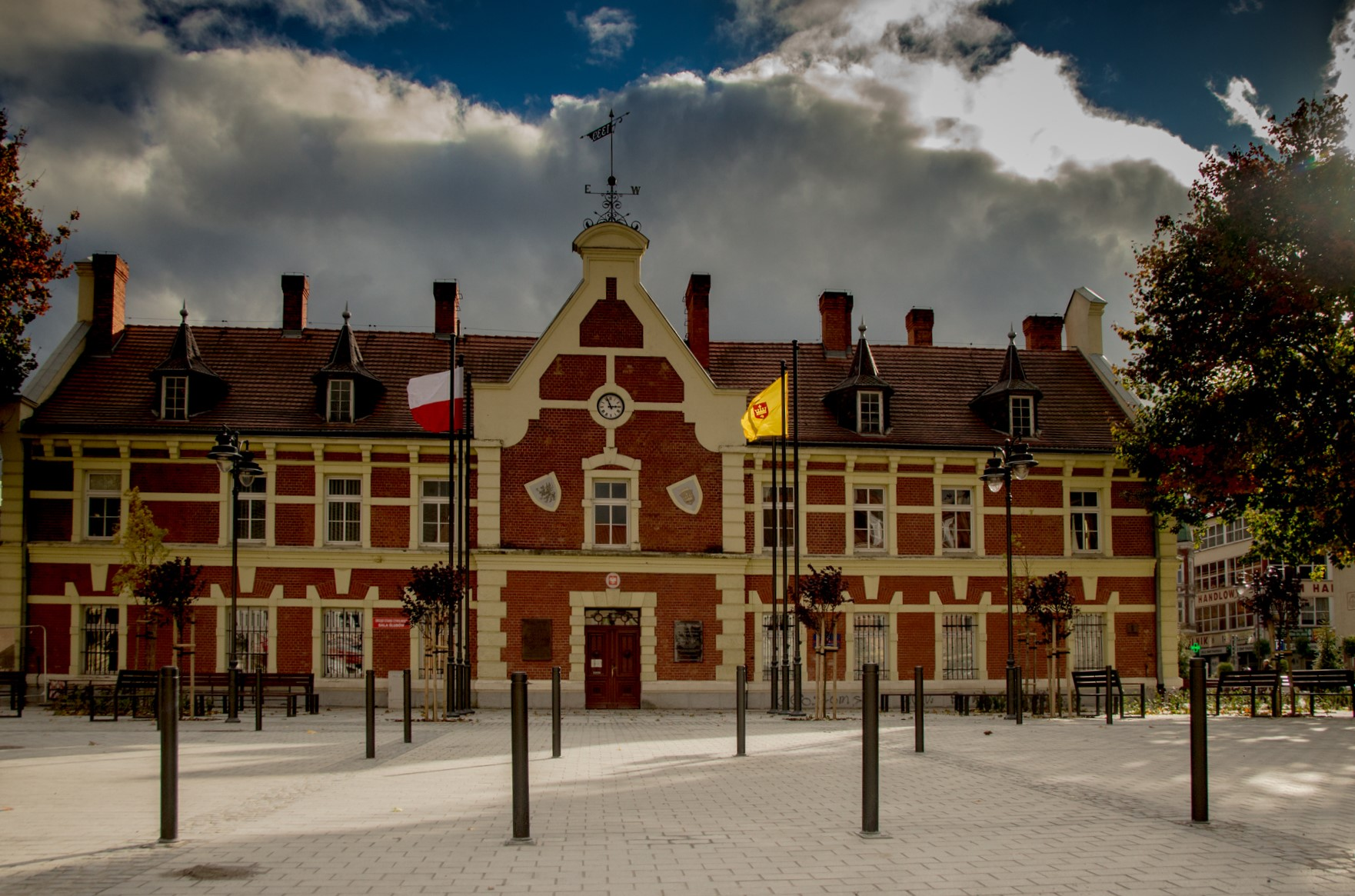
Antiga prefeitura

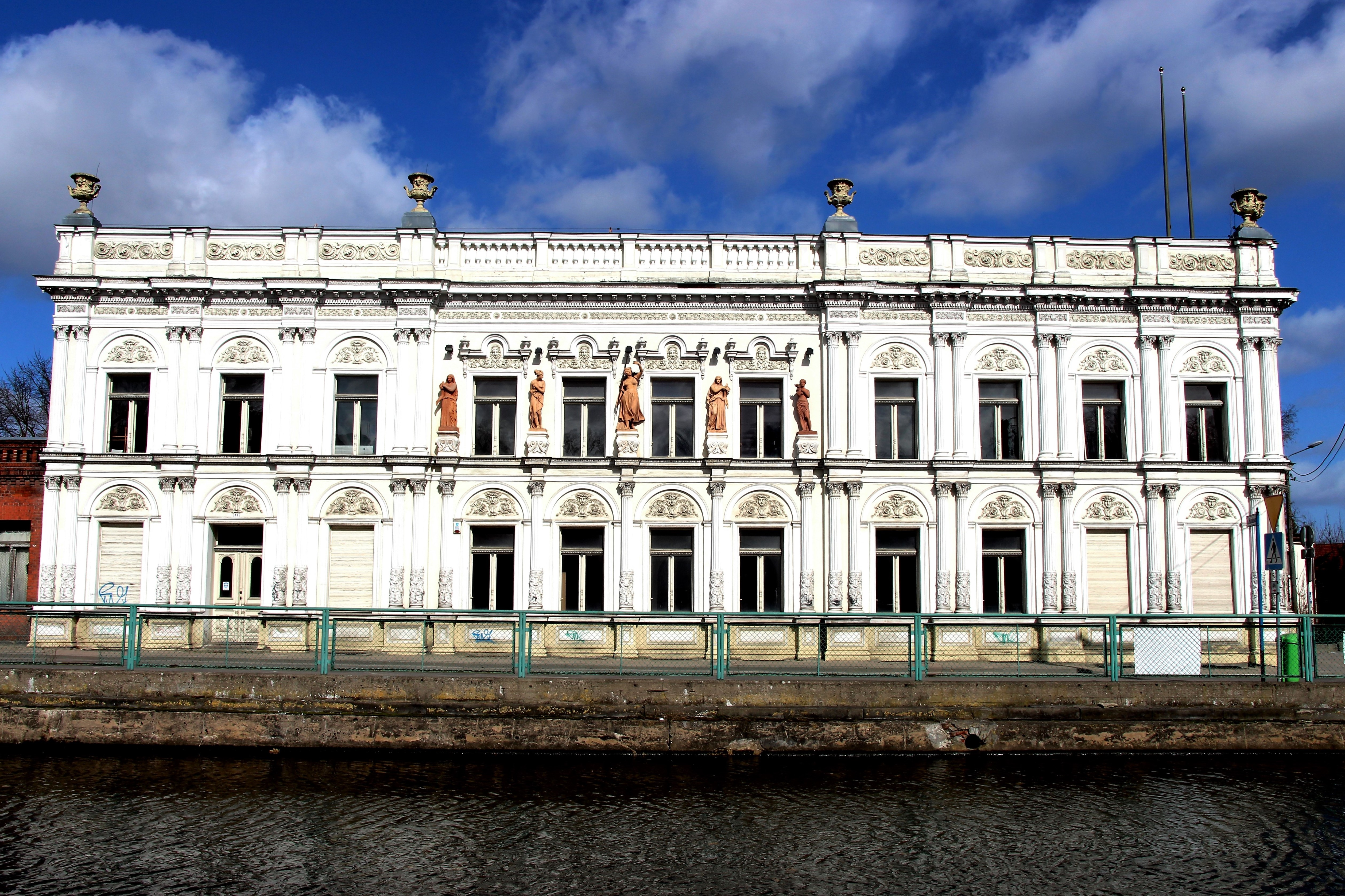
Palácio Wiechert

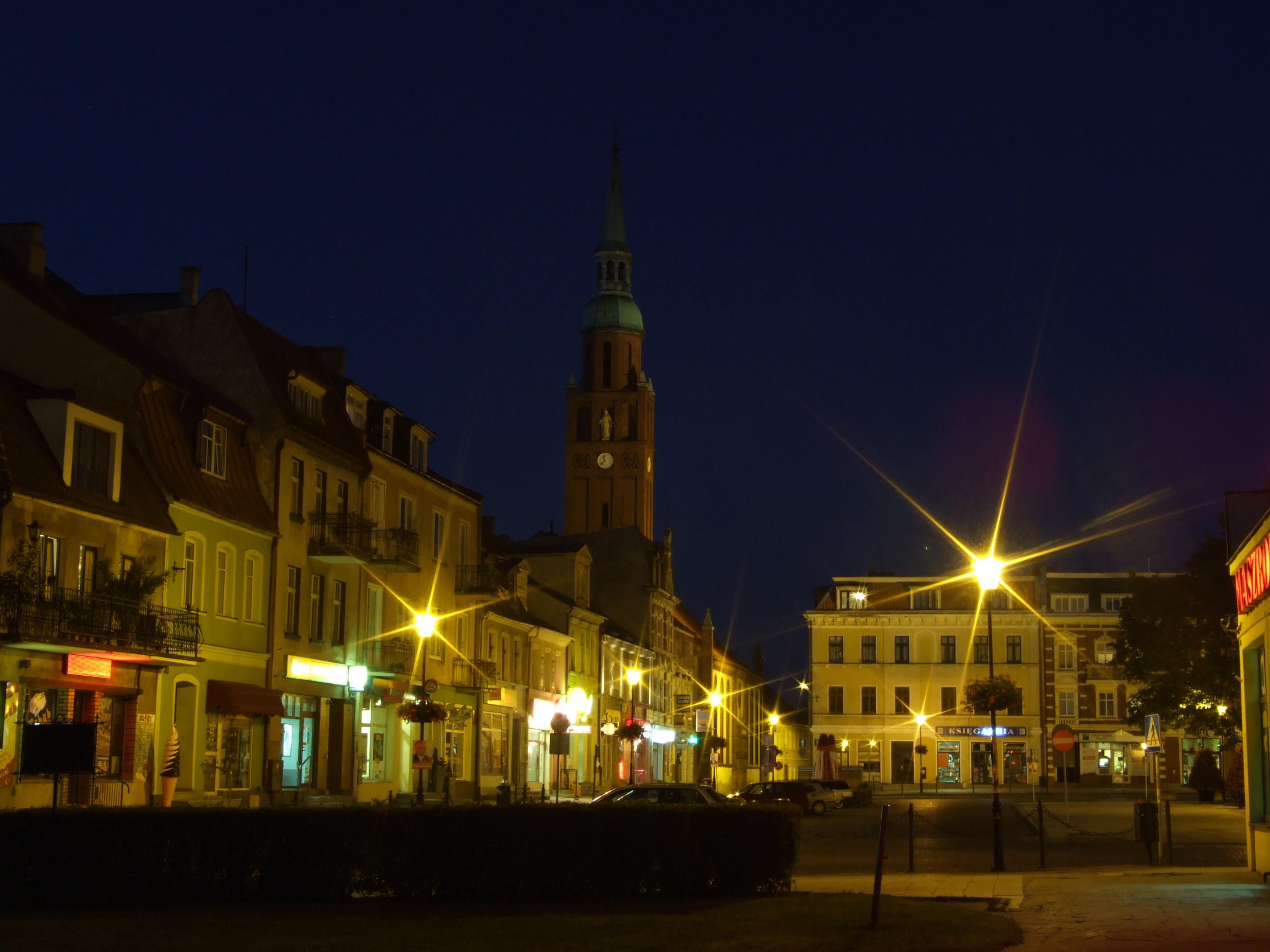
Praça principal

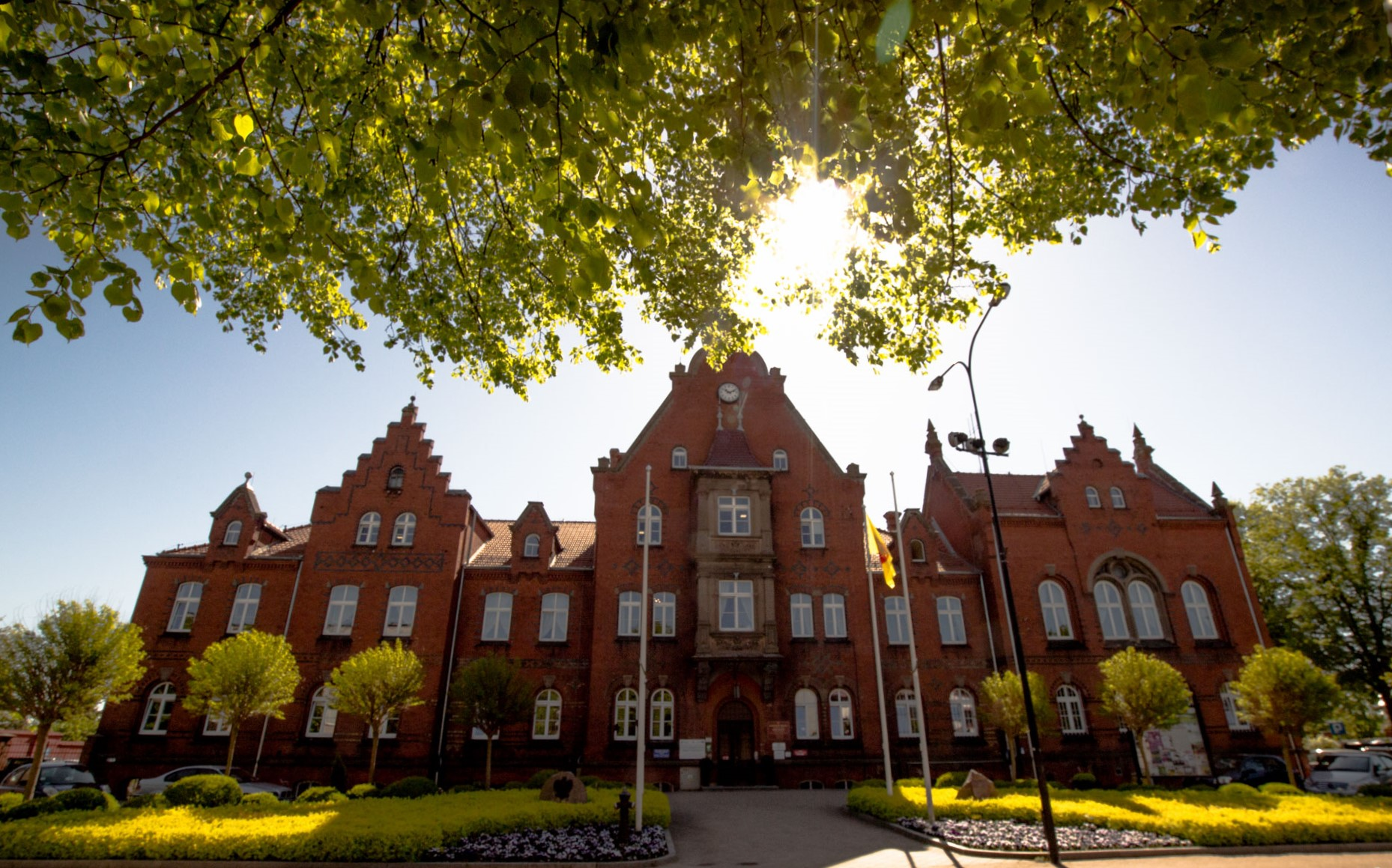
Prefeitura

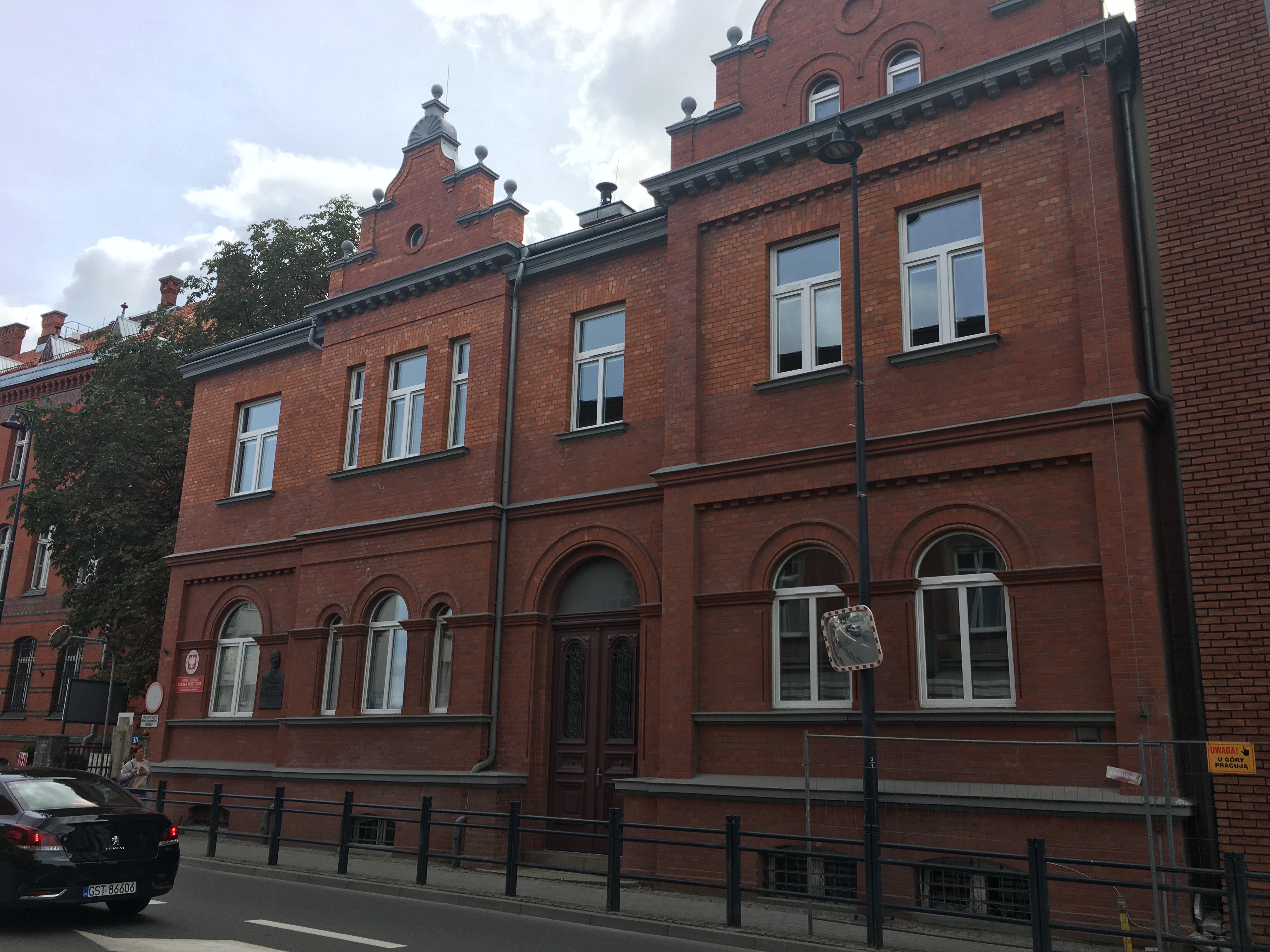
Escola de Música

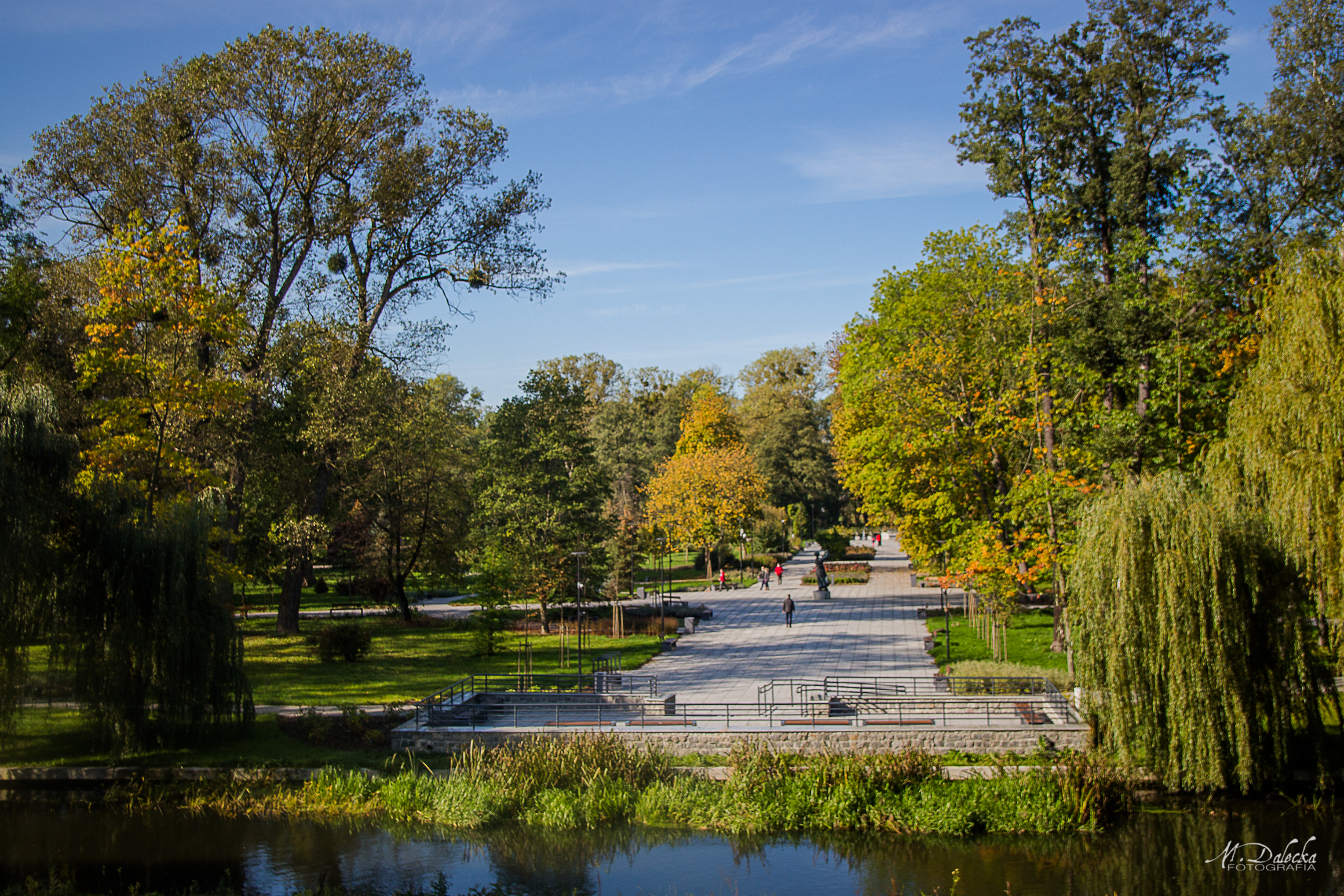
Vista do parque da cidade

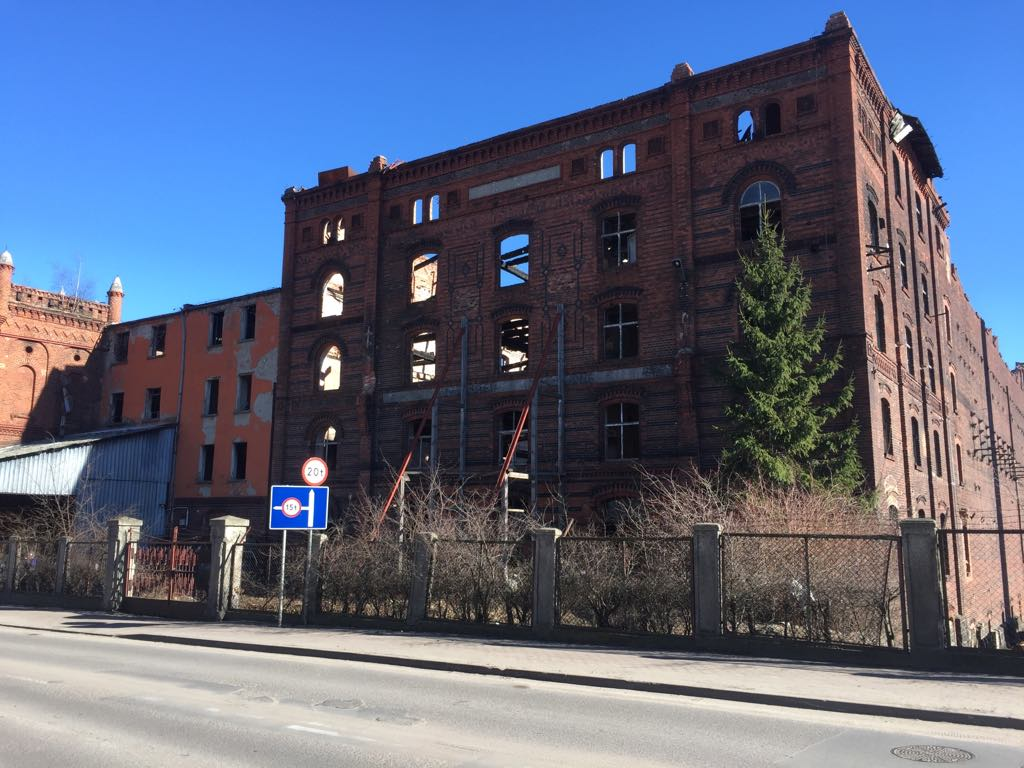
Prédio incendiado do moinho

- Praça principal com suas casas históricas, construídas sobre fundações e porões medievais, geralmente datadas dos séculos XIX e XX.
- Antiga prefeitura do século XVIII/XIX. Foi fundada sobre fundações góticas, os restos da antiga prefeitura destruída no incêndio de 1484 e reconstruída no século XVIII após a destruição da Guerra da Suécia. A atual data do início do século XIX, sobre fundações góticas, finalmente reconstruída em 1893.
- Palácio Wiechert (1893) com o complexo do moinho (1874). A tradição de moagem em Starogard remonta a 1283, quando foi mencionada a existência de um moinho de água no local. Em 1871, ele foi comprado por Franz (Franciszek) Wiechert, transformando-o em um grande negócio familiar. O palácio eclético com suas formas ornamentais sofisticadas data de 1893, quando foi reconstruído para a representação da família Wiechert. Em 26 de maio de 2013, houve um incêndio nos moinhos, que os queimou até o chão.
- Hospital Stanislaw Kryzan para doentes neurológicos e mentais — um complexo de edifícios construído entre 1894 e 1898, com um parque de quase 300 hectares com plantas raras, incluindo variedades incomuns de faia, abetos-brancos, bordos-prateados e tuias.
- Edifício do Tribunal Distrital — construído no final do século XIX no estilo austero típico do monumentalismo prussiano, com instalações prisionais, ampliado em 1978.
- Ginásio (agora escola de gramática) — o prédio da primeira escola de gramática foi construído em 1880. Na primavera de 1920, o idioma nativo foi introduzido na escola e a própria escola de gramática foi entregue às autoridades polonesas. Em 1921, foi iniciada a construção de um dormitório, que foi oficialmente inaugurado em 1928 na presença, entre outros, do Presidente da República da Polônia, Professor Ignacy Mościcki.
- Quartel — um complexo de edifícios de quartel que datam de 1778–1781, erguido a mando do rei Frederico II da Prússia com material de construção obtido com a demolição dos castelos de Borzechów, Stara Kiszewo e Osiek. Durante a Guerra Franco-Prussiana, em 1806–1807, o prédio do quartel foi usado como um hospital de campanha para soldados franceses. Após as derrotas militares de Napoleão, o quartel foi revertido para os prussianos. Em fevereiro de 1846, o quartel foi o objeto planejado de um ataque dos insurgentes sob o comando de Florian Ceynowa. No entanto, o quartel não foi capturado, e o líder do levante local mal-sucedido foi preso em Moabit (Berlim), de onde recuperou sua liberdade após a eclosão da “Primavera das Nações” em 1848 e retornou a Swiecie nad Wisłą. Após o retorno da Pomerânia à Polônia, em janeiro de 1920. Starogard se viu nas fronteiras da Segunda República Polonesa. O prédio do “Quartel Branco” na atual rua Paderewskiego foi ocupado pelo 65.º Regimento de Infantaria “Starogard” e, a partir de maio de 1926, os soldados do 2.º Regimento de Cavalaria Rokitnian ficaram estacionados lá. O prédio também abrigava a polícia militar e o Quartel-General Complementar Militar. No prédio do quartel, os soldados de cavalaria de Starogard receberam a visita do presidente Ignacy Mościcki em 1934. Outra figura bem conhecida associada ao serviço militar no 2.º Regimento de Cavalaria Leve Rokitniański foi o major Henryk Dobrzański — “Hubal”. No 20.º aniversário da existência da unidade, uma placa em homenagem ao marechal Józef Piłsudski foi inaugurada nas paredes do quartel branco, por isso o quartel recebeu o nome do Marechal desde então. Tanto os soldados quanto os cavalos eram alojados em locais diferentes: o exército era acomodado no “quartel branco”, enquanto alguns soldados eram alojados em alojamentos particulares. Os cavalos eram mantidos em estábulos na propriedade de Starogard Szlachecki. A situação mudou quando um estábulo da guarnição para cerca de 150 cavalos foi construído às custas da cidade em 1845. Era um complexo conhecido como “quartel vermelho”, localizado no que hoje é a rua Chojnicka. Ele abrigava não apenas estábulos para cavalos e uma ferraria, mas também uma escola de equitação e oficinas técnicas. Um dos prédios abrigava um jardim de infância para crianças de famílias de militares e o Clube das Famílias dos Soldados, fundado pelas esposas dos oficiais. Alguns dos profissionais da equipe moravam em prédios no quartel. Do terreno adjacente ao “quartel vermelho”, o comando do regimento doou 0,5 hectare de terra gratuitamente para um campo esportivo municipal. Os quartéis menores (vermelhos) foram nomeados em memória do primeiro comandante, Coronel Zbigniew Dunin-Wąsowicz, que foi morto durante o ataque em Rokitna. A partir do final da década de 1950, o Ministério da Defesa transferiu gradualmente parte do quartel para a cidade e instituições locais para uso como escritórios. A partir de 1962, várias salas foram alocadas para a emergente Escola Secundária Profissionalizante n.º 2. Nos anos seguintes, mais salas foram sucessivamente entregues. Em 1976, a escola adquiriu a propriedade do edifício e, após uma grande reforma em 1984, toda a instalação ainda é usada como um Complexo Escolar Profissionalizante.[17]
- Cassino dos Oficiais — o prédio do cassino foi construído entre 1878 e 1881, como outros prédios da contribuição francesa paga à Prússia por perder a guerra. O cassino foi usado pelos alemães até que eles deixaram Starogard em janeiro de 1920. No início, o prédio do cassino era usado pelos “Hussardos Negros”, às vezes chamados de “Hussardos da Morte”. Em 1817, o regimento foi transferido para Gdansk e foi substituído em 1817 pelo Segundo Regimento de Hussardos Adjuntos, que ficou estacionado na cidade até 1857. O próximo usuário do cassino foi, a partir de 1920, o 65.º Regimento de Infantaria de Starogard até a chegada do 2.º Regimento de Cavalaria de Rokitnian a Starogard, que ocorreu em 1926. A unidade de cavalaria ficou estacionada em Starogard até a eclosão da guerra em 1939. Uma das salas abrigava uma galeria com retratos dos comandantes do regimento, e as paredes eram decoradas com várias pinturas, desenhos e esboços de temas de batalha. Entre as pinturas, destaca-se uma de Wojciech Kossak, que retrata a investida vitoriosa da Cavalaria Leve em Rokitna. A pintura foi inaugurada em 17 de setembro de 1934 pelo Presidente da cidade, o Professor Ignacy Mościcki. No período entre guerras, o cassino era um ponto de encontro para a equipe de oficiais, que cultivava tradições e costumes militares. A cada vez, o novo comandante do regimento era recebido por trompetistas. O cassino também servia como local para bailes, banquetes e outras recepções. Os oficiais romenos do Regimento de Hussardos Rossiori, que eram convidados em Starogard, também frequentavam o cassino. Durante os anos da ocupação alemã, de 1939 a 1945, o cassino foi ocupado pela Wehrmacht. No período pós-guerra, o prédio abrigou o Escritório de Segurança Pública e, desde 1974, a Biblioteca Pública Municipal. Em janeiro de 2013, o prédio do antigo cassino foi comprado pela 2.ª Associação do Esquadrão de Cavalaria Rokitniański para suas atividades estatutárias.[18]
- Escola de Música — o prédio de uma elegante mansão de 1888, construído em tijolo vermelho em um estilo que lembra o Renascimento do Tijolo em Gdansk. Desde 1978, é a sede da Escola Estadual de Música W. Lutosławski Primeiro Grau. As formas renascentistas do edifício são particularmente evidentes nas duas belas empenas frontais.[19]
- Prefeitura — um edifício em estilo neogótico de tijolos vermelhos com vidros, construído em 1900. Em 1967, um pavilhão de escritórios de dois andares foi adicionado na parte de trás. Originalmente a sede do landrat prussiano com a residência particular do landrat, depois do starosta até 1948, no período entre guerras os escritórios do starosta. Desde junho de 1975, é a sede da prefeitura.
- Haras de garanhões — a história do Haras Estatal de Garanhões remonta ao final do século XVIII. Naquela época, o distrito florestal circundante era subordinado à Inspetoria Florestal em Nowe nad Wisłą. Para atender às necessidades do exército prussiano, estacionado em Starogard, foram reservados cerca de 25 hectares de área florestal na estrada de saída para Tczew. Inicialmente, a cavalaria prussiana realizava exercícios militares nessa área. Mais tarde, houve a necessidade de criar cavalos para o exército. Para isso, garanhões trakehner da Prússia Oriental e cavalos de Oldemburgo e da Prússia Oriental foram trazidos para Starogard. Os quartéis militares construídos no século XVIII, com os estábulos localizados na cidade, não eram suficientes para as necessidades do exército. Nessa situação, foi decidido, por volta de 1890, construir um centro de criação de cavalos e, com ele, um conjunto habitacional para os trabalhadores. O trabalho de construção foi concluído em 1912, o que é considerado o início do criadouro. Até 1920, o centro era gerenciado pela administração prussiana e os funcionários eram homens que haviam servido anteriormente na cavalaria. Havia 140 garanhões sob seus cuidados. Após o retorno da Pomerânia para a República da Polônia, o primeiro diretor do haras até 1934 foi o Coronel August Brochwicz-Donimirski. Seu sucessor foi o Major Sigmunt. O último diretor do haras, antes da guerra, foi Zdzisław Kozieł-Poklewski, assassinado pelos alemães em Szpęgawsk. Pouco antes do início da guerra, a equipe do haras, com os cavalos, foi evacuada para os haras em Łącko e Sochaczew, Varsóvia e Brest-on-the-Bug. No início de outubro de 1939, os cavalos e seus cuidadores retornaram a Starogard. Durante a ocupação alemã, o rebanho foi gerenciado por oficiais alemães. No final da guerra, os garanhões foram evacuados para Lübeck, de onde retornaram após a intervenção do chefe do Departamento de Criação de Cavalos em Varsóvia, o engenheiro Stanisław Schuch. Sessenta e oito garanhões retornaram a Starogard. Nos anos pós-guerra, os cavalos também foram criados para o exército. O período pós-guerra foi uma época em que muita coisa estava acontecendo: foram organizados testes de criação, shows, exposições e competições equestres. Vários medalhistas olímpicos vieram do haras Starogard, incluindo o diretor do Haras Estatal no pós-guerra, Kazimierz Stawiński — campeão polonês de salto e adestramento, Izabela Cimanowska, bem como Zygmunt Waliszewski — campeão olímpico múltiplo de condução de carruagens. A casa de carruagens do Sr. Waliszewski abrigava carruagens exclusivas, veículos puxados por cavalos, trajes e arreios. As últimas décadas foram um período difícil para o Haras Stallion, com vários conceitos em conflito para salvar o centro e mudanças pessoais no cargo de diretor. O Haras Starogard é uma relíquia bem preservada da arquitetura utilitária do século XIX. Ele foi inscrito no registro de monumentos históricos.[20]

## Demografia
Conforme os dados do Escritório Central de Estatística da Polônia (GUS) de 31 de dezembro de 2024, Starogard Gdański é uma cidade pequena com uma população de 45 184 habitantes (7.º lugar na voivodia da Pomerânia e 91.º na Polônia), tem uma área de 25,3 km² (12.º lugar na voivodia da Pomerânia e 235.º lugar na Polônia) e uma densidade populacional de 1 787 hab./km² (10.º lugar na voivodia da Pomerânia e 78.º lugar na Polônia). Entre 2002–2024, o número de habitantes diminuiu 7,7%.
Os habitantes de Starogard Gdański constituem cerca de 36,15% da população do condado de Starogard, constituindo 1,91% da população da voivodia da Pomerânia.
| Descrição                         | Total      | Total    | Mulheres   | Mulheres | Homens     | Homens   |
| --------------------------------- | ---------- | -------- | ---------- | -------- | ---------- | -------- |
| unidade                           | habitantes | %        | habitantes | %        | habitantes | %        |
| população                         | 45 184     | 100      | 23 627     | 52,0     | 21 810     | 48,0     |
| área                              | 25,3 km²   | 25,3 km² | 25,3 km²   | 25,3 km² | 25,3 km²   | 25,3 km² |
| densidade populacional (hab./km²) | 1 787      | 1 787    | 929,2      | 929,2    | 857,8      | 857,8    |

## Economia

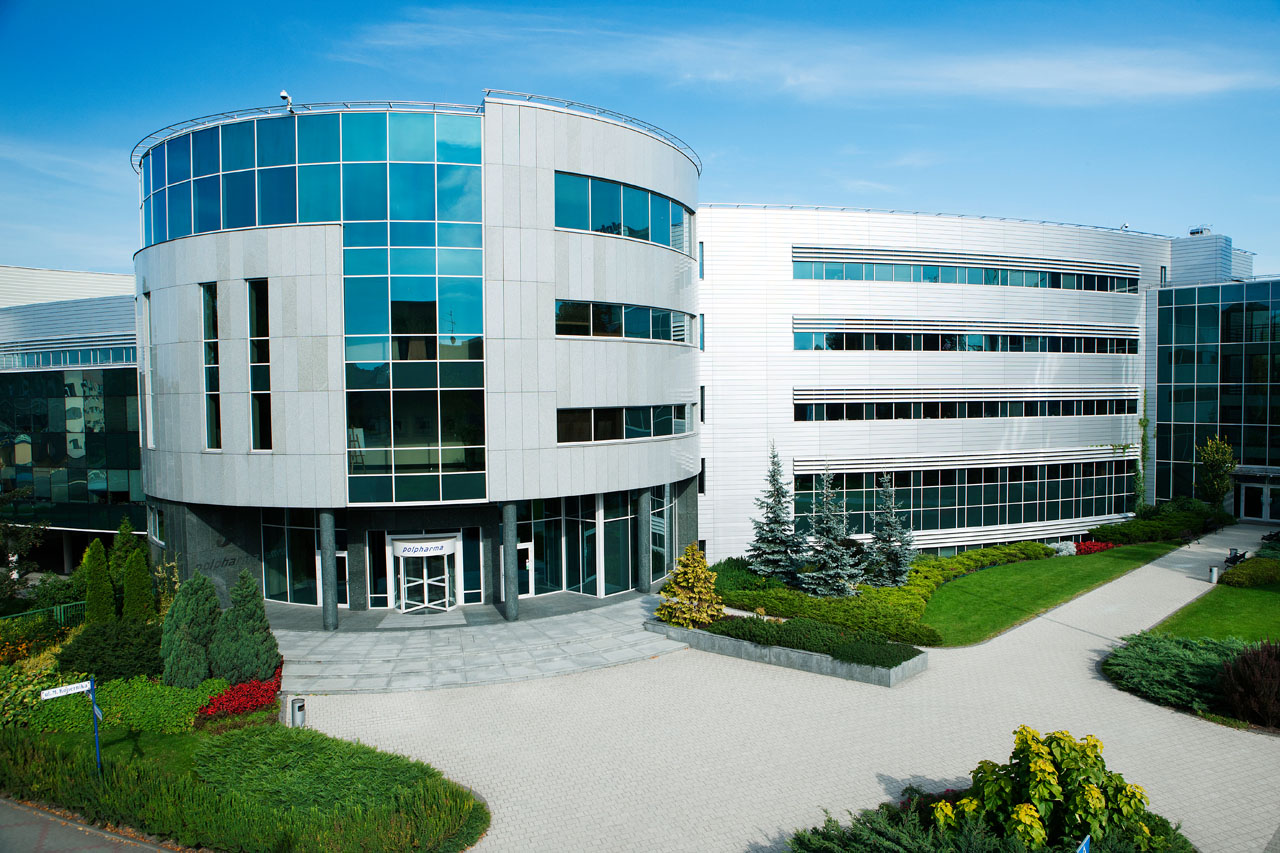
Indústria farmacêutica Polpharma SA

Parte das terras da cidade pertence à Zona Econômica Especial da Pomerânia.
Empresas que operam na cidade (seleção):
- Fábrica de produtos farmacêuticos “Polpharma” S.A. (anteriormente SZF “Polfa”)[25]
- Rocket Poland Sp. z o.o. importação e distribuição de baterias, lâmpadas, lanternas (anteriormente Elektron/Centra/Daimon)[26]
- Premium Distillers Sp. z o.o. (anteriormente Distillarnia “Sobieski”, Fabryka Wódek Gdańskich, “Polmos”)[27]
- Akomex (produção de embalagens)[28]
- AQ Wiring Systems (anteriormente Gerdins Cable Systems e Cable Team Poland)[29]
- Pestar Group (comércio, serviços e produção)[30]
- Lhm Poland (processamento de metal)[31]
- Perfexim (fabricação de radiadores)[32]
- Gillmet - fábrica de galvanização a quente[33]
- Labofarm (fabricação de medicamentos fitoterápicos)
- Paktainer Sp. z o.o.[34]
- Mercury Ateliers Sp. z o.o. (produção de embalagens de luxo) (produção de embalagens de luxo)[35]
- Systemix Sp. z o.o. (fabricante de baterias industriais)[36]
- Eurobud (fabricação de concreto pronto)
- Broker (atacadista de construção)[37]
- Metalúrgica Restal[38]
- Elektrociepłownia Starogard Sp. z o.o. (Central de Calor e Energia)[39]
- PH Dioda - loja “elektroniczny” (distribuição de eletrônicos)[40]

## Transportes

### Transporte rodoviário
Starogard Gdański fica na interseção da estrada nacional n.º 22 (rota Berlim-Kaliningrado) e da estrada provincial n.º 222; a autoestrada A1 passa nas proximidades — 12 km a nordeste da cidade, no entroncamento Swarożyn, 8 km a sudeste, no entroncamento Pelplin.
| Estrada n.º                | Percurso                                                                                 | Trecho na cidade                                                                                                 |
| -------------------------- | ---------------------------------------------------------------------------------------- | --- |
| Estrada provincial n.º 222 | Skórcz – Starogard Gdański – Godziszewo – Trąbki Wielkie – Straszyn                      | Ruas: Pelplińska, Pomorska, Aleja Niepodległości, Władysława Jagiełły, Generała Władysława Sikorskiego, Gdańska. |
| Estrada nacional n.º 22    | Gorzów Wielkopolski – Wałcz – Człuchów – Chojnice – Starogard Gdański – Malbork – Elbląg | Ruas: Zblewska, Władysława Jagiełły, Generała Władysława Sikorskiego, Adama Mickiewicza.                         |

### Transporte ferroviário

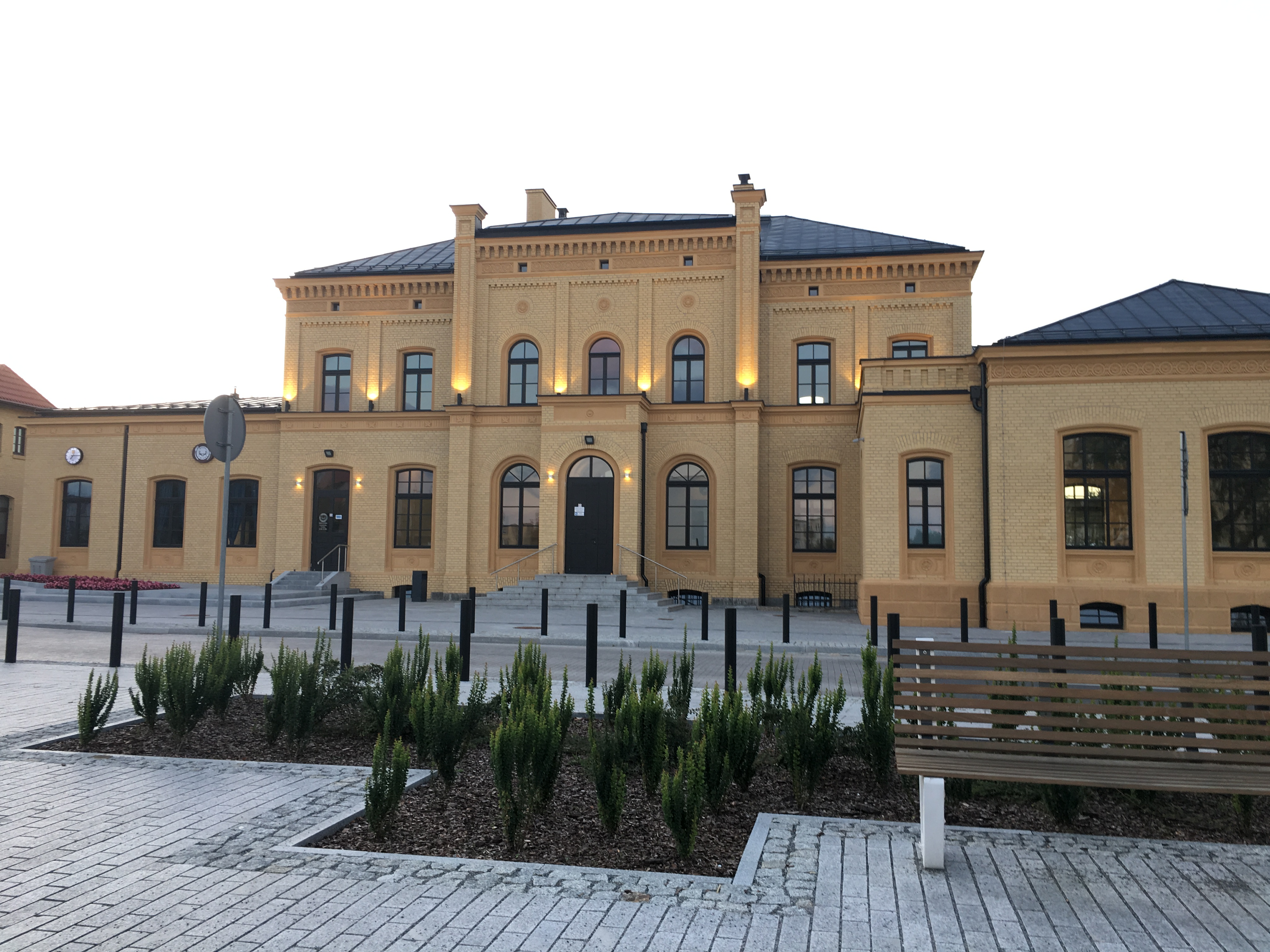
Estação ferroviária de Starogard Gdański

Da estação ferroviária em Starogard Gdański, partem trens para várias cidades da Polônia: Chojnice, Czersk, Gdansk, Gdynia, Hel (no verão), Tczew, Człuchów, Szczecinek, Piła, Złotów, Gorzów Wielkopolski, Kostrzyn nad Odrą. Há também uma segunda parada ferroviária na cidade (chamada Przedmieście ou Starogard Szlachecki), convertida em uma parada para trens de carga na Linha 243. Starogard Gdański-Jabłowo.

### Transporte público
Há transporte público na cidade. Em 2007, foram comprados 6 ônibus Solaris Urbino 10 e, em 2008, os veículos da Jelcz foram retirados da frota da MZK. Em 2010, foram comprados 5 ônibus Mercedes-Benz O530, elevando o número total de ônibus em operação para 30. Em 2018, a cidade comprou 11 ônibus Autosan Sancity 10LF. No mesmo ano, os Neoplanes foram retirados da frota.

## Educação
Na cidade, há 7 jardins de infância públicos, 6 escolas primárias públicas, 2 escolas secundárias gerais, 2 escolas técnicas e uma escola vocacional básica, que está sendo transformada em uma escola de primeiro grau do setor. Além disso, há também: o Complexo Escolar Cristão, a Faculdade da Pomerânia, bem como pontos de jardim de infância particulares e escolas pós-secundárias.
Jardins de infância
- Jardim de infância público municipal n.º 2 com aulas de integração[46]
- Jardim de infância público municipal n.º 3 “Miś Uszatek”[47]
- Jardim de infância público municipal n.º 4 “Tęczą Malowane”[48]
- Jardim de infância público municipal n.º 5 Janusz Korczak[49]
- Jardim de infância público municipal n.º 6 “Modraczek”[50]
- Jardim de infância público municipal n.º 8 “Bajeczka”[51]
- Jardim de infância público municipal n.º 10 “Słoneczna Kraina”[52]

Escolas primárias
- Escola primária pública n.º 1 Henryk Sienkiewicz[53]
- Escola primária pública n.º 2 Maria Konopnicka[54]
- Escola primária pública n.º 3 Władysław Broniewski[55]
- Escola primária pública n.º 4  Juliusz Słowacki com classes de integração[56]
- Escola primária pública n.º 6 John Paul II[57]
- Escola primária pública n.º 8 (criada após a transformação da Escola secundária pública n.º 1) Mikołaj Kopernik.[58]
- Escola primária padre Jan Twardowski[44]

Escolas de ensino médio

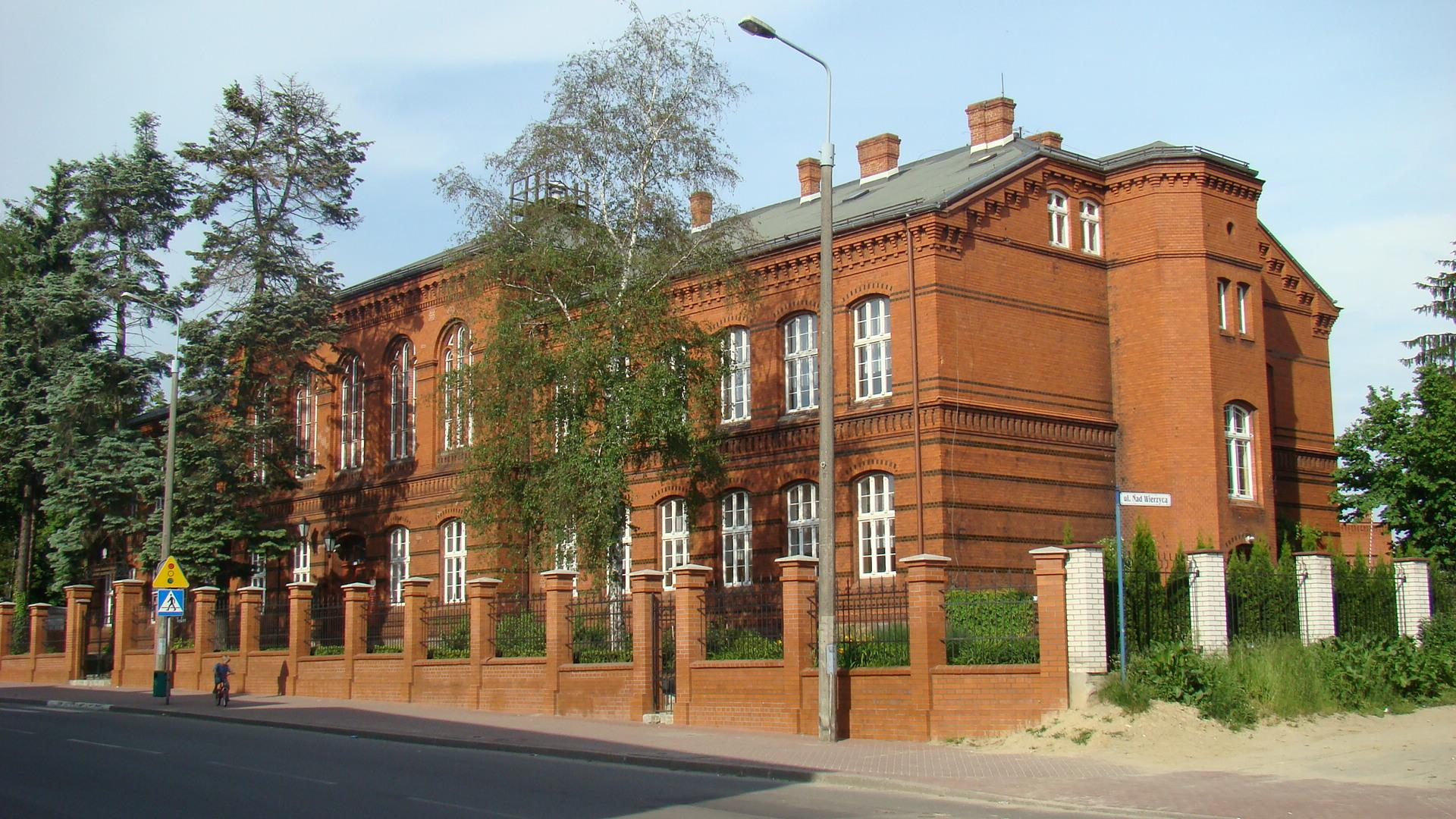
Escola secundária Maria Skłodowska-Curie

- Escola secundária n.º 1 Maria Skłodowska-Curie[59]
- Escola secundária n.º 2 Ziemi Kociewska[60]

Escolas técnicas
- Escola Técnica de ensino médio n.º 1 Noblistów Polskich (no Complexo da Escola de Economia)[61]
- Escola Técnica de ensino médio n.º 2 (no Complexo da Escola Profissionalizante Major Henryk Dobrzański “Hubal”)[62]

Escolas vocacionais/filiais
- Escola profissionalizante primária n.º 1 (no complexo da escola profissionalizante Major Henryk Dobrzański “Hubal”)

Escolas de ensino superior
- Faculdade da Pomerânia[45]

## Esportes

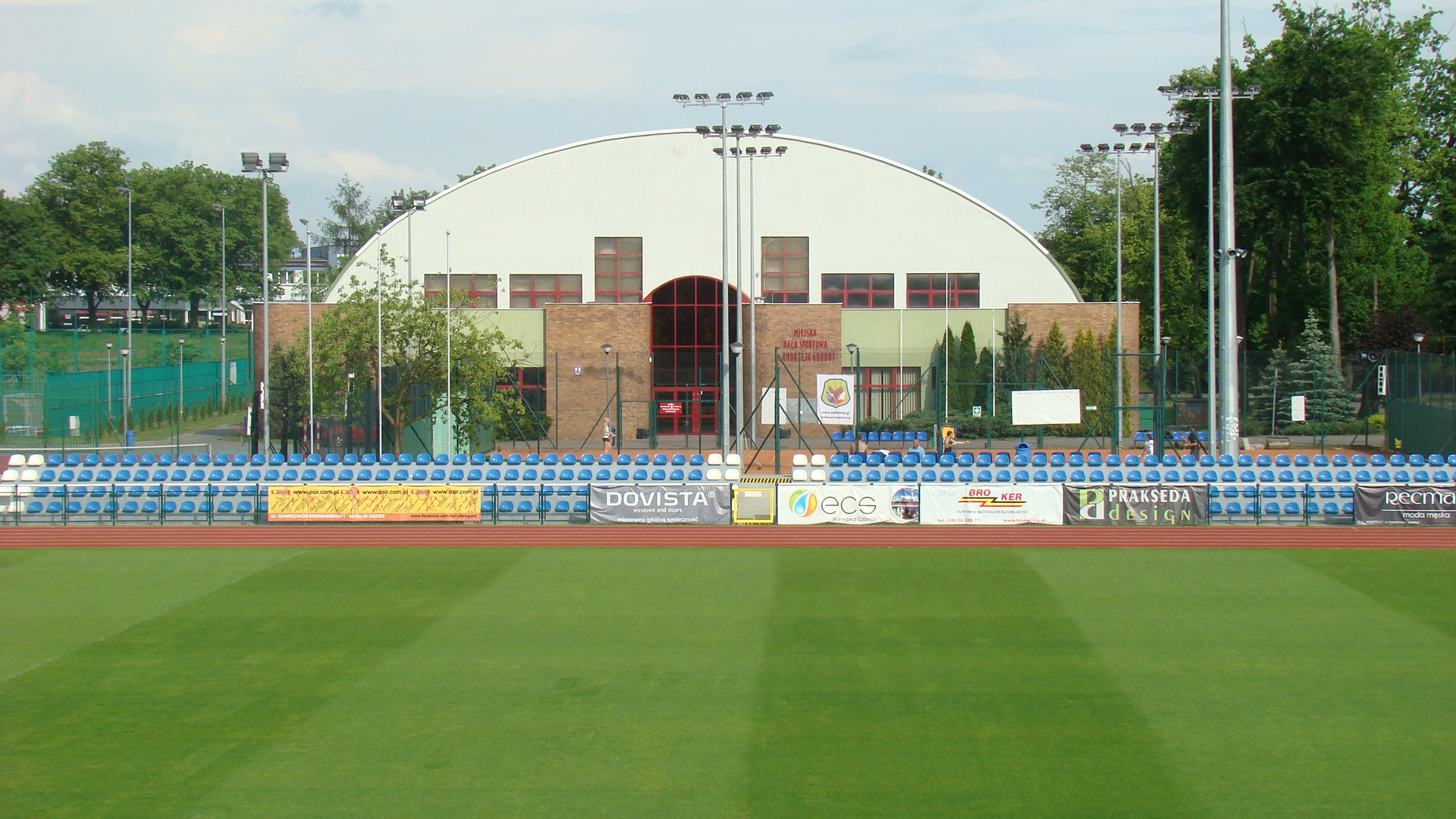
Centro de Esportes e Lazer (OSiR) em Starogard Gdański

Starogard Gdański abriga o Estádio Municipal Kazimierz Deyna, o campo de futebol “Włókniarz”, 3 piscinas — incluindo 1 municipal, 5 campos esportivos, 3 pavilhões esportivos, uma quadra de tênis, uma parede de escalada artificial e uma pista de patinação no gelo.

### SKS Starogard Gdański
O Esporte Clube Starogard, com várias seções, foi fundado em 8 de março de 1926, adotando as cores amarela e vermelha. A principal seção até 1980 (data da liquidação) era o futebol, cujos sucessos incluem aparições na Classe A (o segundo nível de jogo) antes da Segunda Guerra Mundial e no terceiro nível de jogo após a guerra, o time jogou no estádio Kazimierz Kropidłowski e depois no estádio Kazimierz Deyna (anteriormente o estádio do milésimo aniversário do Estado polonês).
Em 1957, foi criada uma seção de basquetebol no SKS, transferida do Zakłady Polfa. Em 9 de dezembro de 1993, a seção recebeu o nome de SKS Pakmet e, em 2000, foi criada a Companhia Esportiva de Ações Conjuntas. Em 2004, a equipe foi promovida para a Ekstraliga. Na temporada 2023/2024, a equipe joga na liga Suzuki 1. O maior sucesso do clube foi vencer a Supercopa da Polônia (2011) e vencer a Copa da Polônia na temporada 2010/2011.

### Włókniarz Starogard Gdański
O clube jogou na competição da Terceira Divisão em 10 temporadas (1957, 1961/1962, 1962/1963, 1964/1965, 1965/1966, 1968/1969, 1973/1974, 1974/1975, 1975/1976 e 1976/1977). O Włókniarz se fundiu com o Unia e o Famos em 1978 para formar o MZKS Wierzyca Starogard.

### Wierzyca Starogard Gdański
Clube de futebol fundado em 1978 como resultado da fusão do Union, Włókniarz e Famos, dissolvido após a rodada de outono da temporada 2007/2008. O maior sucesso do clube foi o vice-campeonato do Campeonato Polonês de Futebol Júnior em 1983. O clube jogou na Terceira Divisão nas temporadas 1984/1985 e 1997/1998.

### KP Starogard Gdański
A cidade abriga o Clube de Futebol Starogard Gdański, que foi fundado em 2008 após a dissolução do MKS Wierzyca Starogard Gdański e continua as tradições futebolísticas dos antigos clubes de Starogard. Na temporada 2013/2014, a equipe foi promovida à IV liga da Pomerânia e, de 2017 a 2024, joga na III liga (grupo II). As cores da equipe são branco-verde-branco. A equipe usa o Estádio Municipal Kazimierz Deyna na rua Olimpijczyków Starogardzkich, 1. O KP Starogard Gdański venceu a Copa Regional da Polônia no nível do distrito da Pomerânia, 2017/2018 e chegou aos 1/16 da final da Copa da Polônia no nível central.
| TEMPORADA | JOGOS DA LIGA (nível da liga) | JOGOS DA LIGA (nível da liga) | POSIÇÃO            | ENCONTROS | Pontos | V  | E | D  |        |
| --------- | ----------------------------- | ----------------------------- | ------------------ | --------- | ------ | -- | - | -- | ------ |
| 2008/2009 | Klasa B                       | VIII                          | 1/11 promoção      | 20        | 52     | 17 | 1 | 2  | [ 68 ] |
| 2009/2010 | Klasa A                       | VII                           | 1/12 promoção      | 22        | 56     | 18 | 2 | 2  | [ 69 ] |
| 2010/2011 | Klasa okręgowa                | VI                            | 1/14 promoção      | 26        | 69     | 22 | 3 | 1  | [ 70 ] |
| 2011/2012 | IV liga                       | V                             | 15/16 rebaixamento | 30        | 28     | 9  | 1 | 20 | [ 71 ] |
| 2012/2013 | Klasa okręgowa                | VI                            | 4/16               | 30        | 59     | 18 | 5 | 7  | [ 72 ] |
| 2013/2014 | Klasa okręgowa                | VI                            | 1/16 promoção      | 30        | 75     | 23 | 6 | 1  | [ 73 ] |
| 2014/2015 | IV liga                       | V                             | 3/18               | 34        | 68     | 20 | 8 | 6  | [ 74 ] |
| 2015/2016 | IV liga                       | V                             | 3/18               | 34        | 66     | 20 | 6 | 8  | [ 75 ] |
| 2016/2017 | IV liga                       | V                             | 2/18 promoção      | 34        | 66     | 20 | 6 | 8  | [ 76 ] |
| 2017/2018 | III liga                      | IV                            | 9/18               | 34        | 51     | 15 | 6 | 13 | [ 77 ] |
| 2018/2019 | III liga                      | IV                            | 8/18               | 34        | 51     | 14 | 9 | 11 | [ 78 ] |
| 2019/2020 | III liga                      | IV                            | 8/18               | 18        | 25     | 7  | 4 | 7  | [ 79 ] |
| 2020/2021 | III liga                      | IV                            | 4/22               | 35        | 61     | 19 | 4 | 12 | [ 80 ] |
| 2021/2022 | III liga                      | IV                            | 11/18              | 34        | 42     | 11 | 9 | 14 | [ 81 ] |
| 2022/2023 | III liga                      | IV                            | 6/18               | 34        | 59     | 17 | 8 | 9  | [ 82 ] |
| 2023/2024 | III liga                      | IV                            |                    |           |        |    |   |    | [ 83 ] |

### Eventos esportivos cíclicos
- Torneio Internacional de Futebol Deyna Cup Junior
- Corrida Internacional de Kociewie
- Corrida Szpęgawski
- Torneio de tênis de mesa. Memorial Andrzej Grubba
- Competição Triathlon Energy.

## Comunidades religiosas

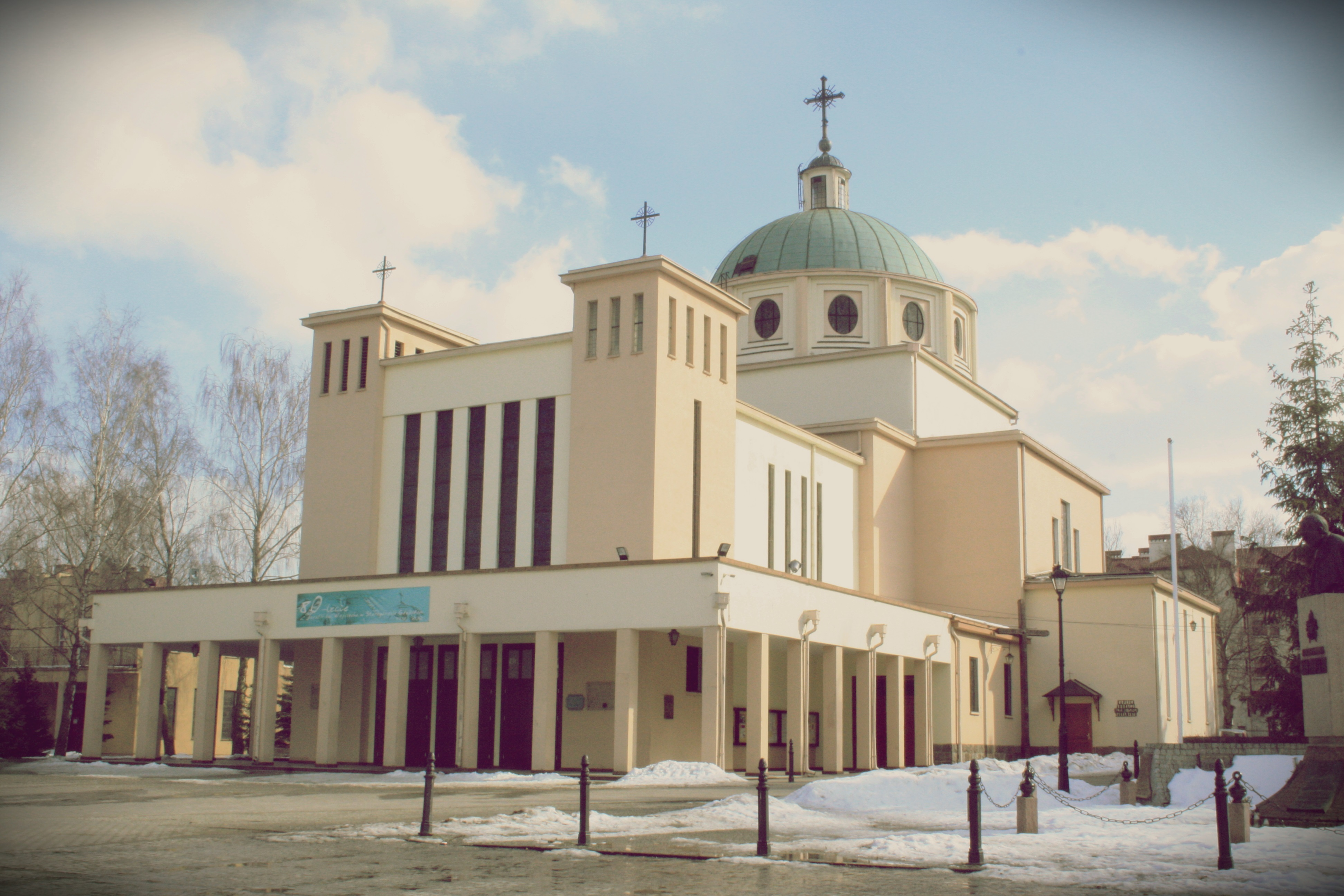
Igreja de Santo Adalberto

- Igreja Católica de Rito Latino — Forania de Starogard Gdański:
  - Paróquia de Jesus Cristo, o Rei do Universo[84]
  - Paróquia de Santa Catarina de Alexandria[85]
  - Paróquia de São Mateus[86]
  - Paróquia da Divina Misericórdia[87]
  - Paróquia do Sagrado Coração de Jesus[88]
  - Paróquia da Virgem Maria, Mãe da Igreja[89]
  - Paróquia de Santo Adalberto[90]
- Igreja Pentecostal — Comunidade em Starogard Gdański[91]
- Testemunhas de Jeová: 3 igrejas: Starogard Gdański-Sul, Starogard Gdański-Norte, Starogard Gdański-Leste — Salão do Reino
- Igreja Católica Nacional Polonesa — Paróquia de Nossa Senhora do Perpétuo Socorro.[92]